# 京成バス新都心営業所
京成バス新都心営業所（けいせいバスしんとしんえいぎょうしょ）は、千葉県習志野市芝園に所在する京成バスの営業所。社内の営業所記号は4を用いる。所属車両のナンバープレートは習志野ナンバーである。

## 概要
当営業所の所在地は、古くは東京空港交通の車庫があった場所だが、当時より敷地面積は縮小されている。
当営業所の前身として、1981年の幕張本郷駅開業、1990年代の京葉線開通や幕張新都心の発展に対応すべく、1994年4月8日に習志野市茜浜に京成電鉄（当時）船橋営業所茜浜車庫を新設し、幕張新都心エリアの路線を一手に引き受けた。これが当営業所の原型となっている。
2012年8月21日、これまで幕張新都心エリアを担当してきた船橋営業所茜浜車庫の路線が、習志野市芝園に新設された新都心営業所に移管された。また、同じく船橋営業所から独立した船橋高速センターの新習志野高速営業所への昇格を機に、茜浜車庫は「京成バス新習志野高速営業所茜浜車庫」として流用された。
また、2012年12月23日のダイヤ改正実施に合わせ、旧船橋営業所花輪車庫管轄の習志野市南部の路線（谷津パークタウン線、袖ヶ浦団地線、秋津団地線、習志野市ハッピーバス）が、新都心営業所へ移管された。

## 管轄事業所
- 芝園車庫：習志野市芝園2-7-3（新都心営業所本所）
- 習志野車庫：船橋市習志野4-15-15（新都心営業所習志野出張所）
- 花見川操車場：千葉市花見川区作新台2-1-1
  - 成東営業所花見川車庫・佐倉営業所花見川車庫を経て、2012年12月23日、長沼営業所花見川車庫より改組。
- 三山操車場：船橋市三山8-25
  - 2012年12月23日、船橋営業所三山車庫より改組。
- 津田沼操車場：習志野市藤崎7-3
- 幕張西操車場：千葉市美浜区幕張西2-6-1

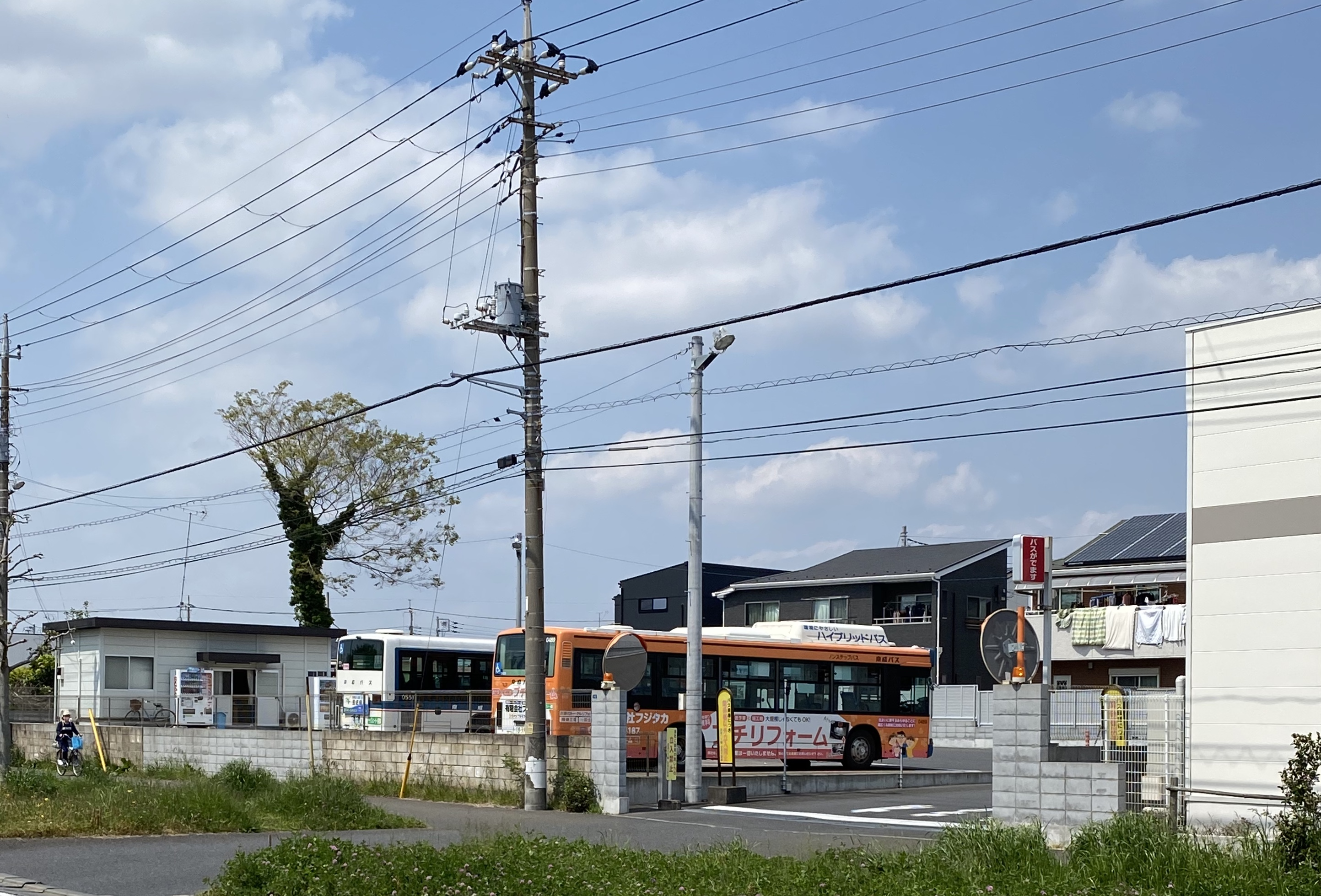
花見川操車場
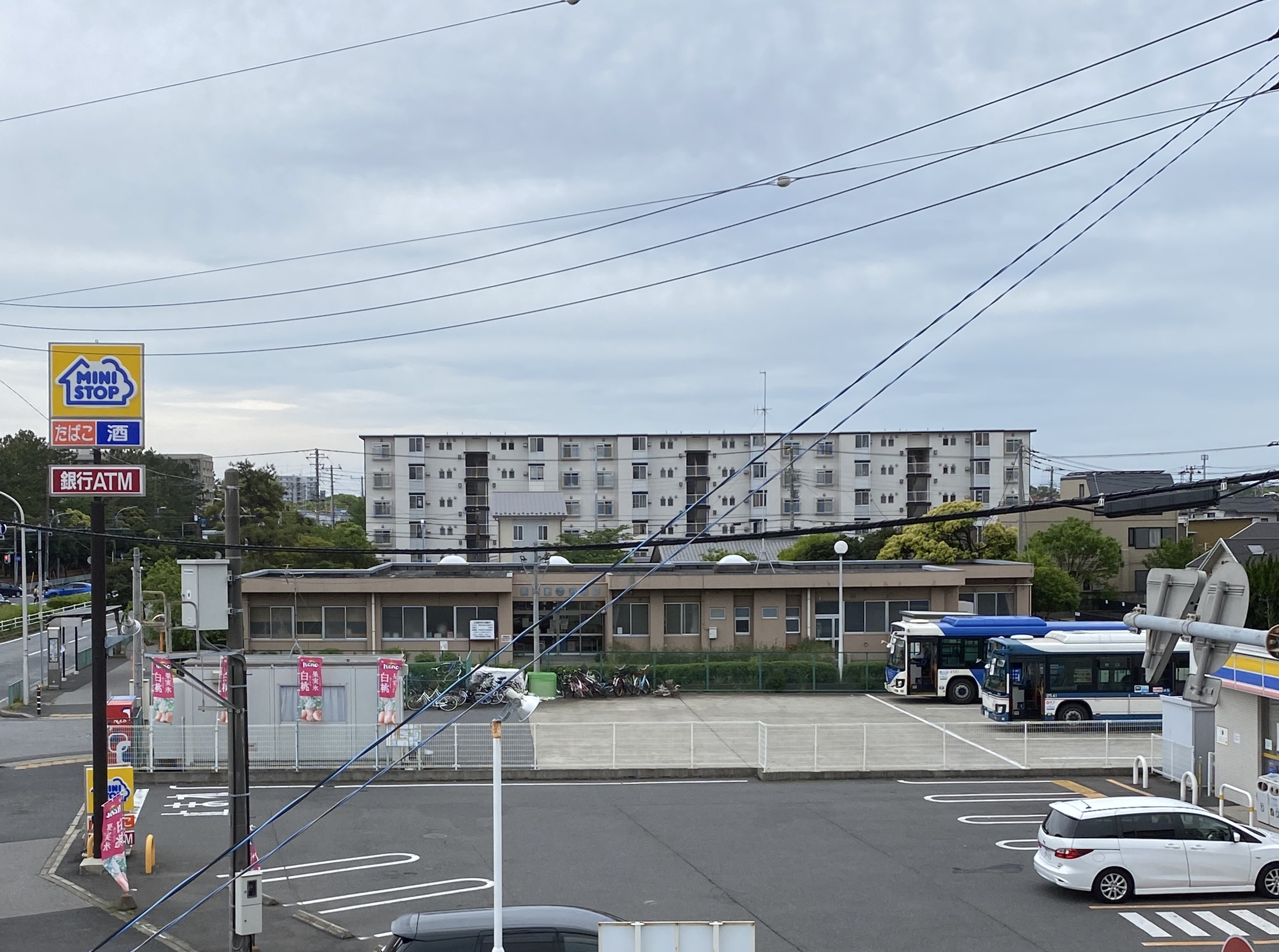
幕張西操車場
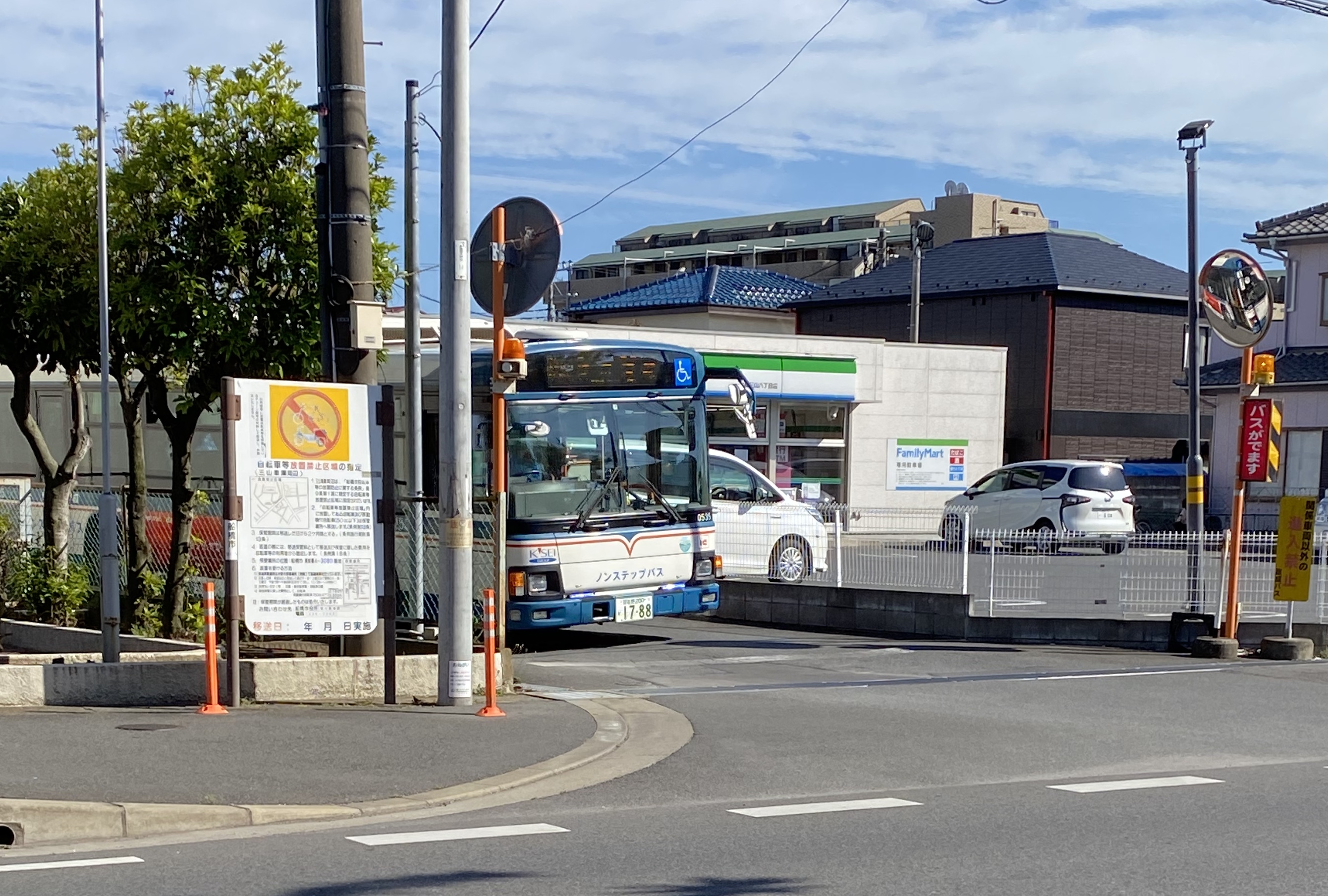
三山操車場
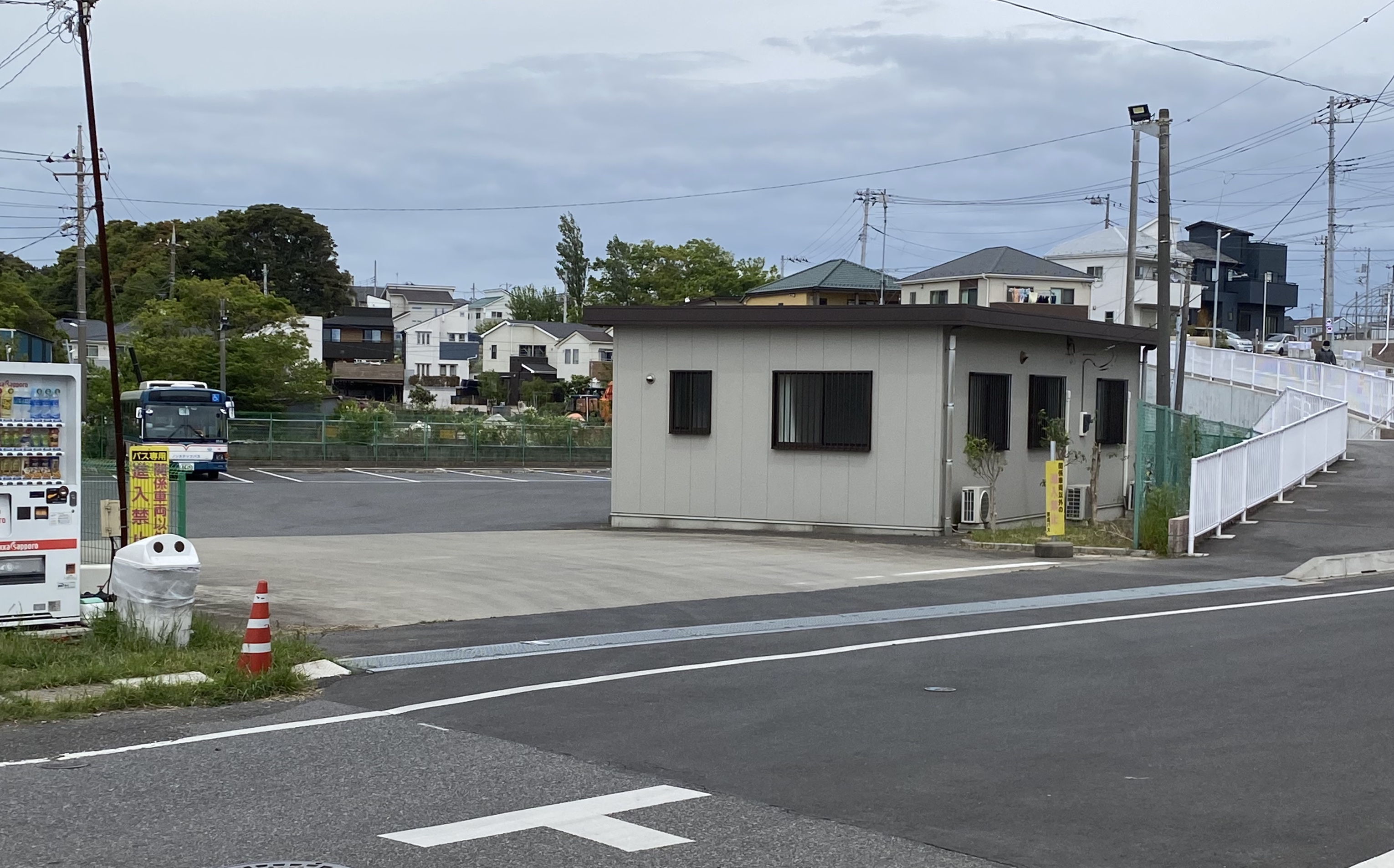
津田沼操車場

## 現行路線

### 谷津線
- 津71：津田沼駅 - 奏の杜三丁目 - 谷津二丁目 - 谷津パークタウン - 谷津干潟
- 津72：津田沼駅 （← モリシア津田沼） - 第一中学校 - 谷津二丁目 - 谷津パークタウン - 谷津干潟（平日のみ）
- 津73 : 津田沼駅 - 奏の杜三丁目  - 谷津二丁目 - 谷津パークタウン - 谷津干潟 - 秋津小学校 - 新習志野駅 - 新都心営業所（平日のみ）
- 津74 : 津田沼駅（← モリシア津田沼）- 第一中学校 - 谷津二丁目 - 谷津パークタウン - 谷津干潟 - 秋津小学校 - 新習志野駅 - 新都心営業所（平日のみ）
  - 1928年8月6日：［千葉バス］船橋駅 - 大神宮下 - 浜宿 - 稲毛海岸 - 登戸海岸 - 千葉駅を開通。
  - 1930年5月10日：［京成乗合］京成乗合となる。
  - 1934年3月1日：京成となる。のち、海岸線と呼称する。
  - 1953年頃：海岸線が船橋駅 - 花輪車庫 - 登戸海岸 - 大学病院に延長。
  - 1958年12月20日：久々田線（津田沼駅南口 - （東福寺付近） - 火の見前（現・向山小学校） - 浜宿 - 久々田（現・津田沼六丁目） - 前・京成津田沼駅（駅の北側） - 津田沼駅南口）を開通。
  - 1960年8月1日：屋敷線開通に伴い、久々田線を津田沼駅南口 - 火の見前 - 浜宿 - 久々田 - 市役所入口に変更。
  - 1969年1月：海岸線を船橋駅 - 花輪車庫 - 浜宿 - 鷺沼三丁目（現・袖ヶ浦団地停留所の近く）に短縮。鷺沼線となる。
  - 1970年頃：鷺沼線が津田沼駅南口 - 火の見前 - 浜宿 - 鷺沼三丁目に変更。久々田線は廃止。
  - 1973年12月5日：鷺沼線を津田沼駅南口 - 谷津二丁目 - 鷺沼三丁目 - 学校前（現・幕張西中学校） - 幕張一丁目（現・幕張西二丁目）に延長。ワンマン化。
  - 1991年3月29日：谷津線（津田沼駅→津田沼中央病院→谷津二丁目→谷津七丁目→津田沼駅および津田沼駅 - 谷津七丁目 - 浜宿 - 神之台 - 新習志野駅）を開通。鷺沼線は出入庫線となり、谷津二丁目 - 浜宿 - 鷺沼三丁目 - 幕張西中学校 - 幕張本郷駅に変更。
  - 1998年11月16日：谷津線を津田沼駅 - 谷津七丁目 - 谷津二丁目 - 谷津干潟に変更。谷津パークタウン線となる。循環線および新習志野駅発着便は廃止。
  - 1998年12月10日：鷺沼線を廃止。
  - 2012年12月23日：船橋営業所花輪車庫の再編に伴い新都心営業所に移管、再び谷津線に改称。深夜バスを設定。
  - 2014年6月1日：第一中学校廻りの津72を新設、日中のみ。津71は朝夕のみに。谷津七丁目停留所を奏の杜三丁目に名称変更。
  - 2020年5月16日：深夜バスを廃止。
  - 2021年6月16日: ダイヤ改正で平日のみ一部新習志野駅経由新都心営業所行の津73・津74新設。

谷津線は津田沼駅と谷津駅近くの谷津パークタウン地区・谷津干潟を結ぶ短距離路線である。谷津パークタウン線としてスタートを切るにあたり、津田沼駅を除く全ての停留所に番号が付けられた。一番北の谷津七丁目（当時、現：奏の杜三丁目）が1であり、最後の谷津干潟が6である。谷津干潟停留所は、文字通り谷津干潟が目の前にあり、この場所でも観光はできる。ただし、資料館でもある谷津干潟自然観察センターは干潟の反対側にあり、ここには津田沼高校停留所の方が近い(後述の津51・津52・津53・津54系統)。
この路線自体は1998年11月の開通で、比較的新しい路線であるとも言えるが、実際には、上記年表のように、その前身に谷津線があり、さらに、鷺沼線、久々田線、海岸線と遡ることができる。これらの路線は国道14号線を走ることを特徴としており、歴史こそ長いが、運行頻度はあまり高く無かった。鷺沼線については、幕張西地区が陸の孤島だった頃、鉄道駅に至る手段として重宝がられ本数も多かったが、幕張本郷駅の開業によりその意義を失った。総じて、鉄道が便利になったことにより線路に垂直な部分だけが残ったと言えるだろう。2012年12月23日、新都心営業所（芝園車庫）に管轄移管され、名称が谷津線に戻った。
2021年6月16日のダイヤ改正で谷津干潟停留所からの延長で秋津小学校・新習志野駅経由の新都心営業所行きの津73・津74系統が平日のみ一部設定された。新習志野駅は1998年11月16日に廃止されてからの再設定だがルートが当時と異なり谷津干潟以遠は秋津団地線のルートとなる。なお津51・津53系統は第七中学校・香澄六丁目を経由するが津73・津74は非経由となっている。
設定当初は専用の表示幕を持っていない車両が多かったため、数年間は前面と側面に掲げた板で行先を表示していたことがあり、板は車内から吸盤で固定されていた。

### 袖ヶ浦団地線
- 津41：津田沼駅 - 京成津田沼駅入口 - 管理事務所 - 第三中学校 - 袖ヶ浦団地
- 津42：津田沼駅 → 京成津田沼駅入口 → 管理事務所 → 袖ヶ浦三丁目 → 団地中央 → 津田沼高校
- 津43：津田沼駅 → 京成津田沼駅入口 → 管理事務所 → 袖ヶ浦三丁目 → 団地中央 → 津田沼高校 → 臨海工業団地 → 新習志野駅
- 津46：津田沼駅 → 京成津田沼駅入口 → 管理事務所 → 袖ヶ浦三丁目 → 秋津運動公園入口 → 新習志野駅 → イオンモールアクティブモール前 → イオンモール幕張新都心グランドモール前 → 幕張メッセ中央
- 津46：幕張メッセ中央 → 豊砂公園 → 幕張豊砂駅（イオンモール幕張新都心ファミリーモール前） →  新習志野駅 → 秋津運動公園入口 → 管理事務所 → 京成津田沼駅入口 → 津田沼駅
  - 1967年：津田沼駅入口（のち津田沼二丁目） - 久々田（現・津田沼六丁目） - 管理事務所 - 袖ヶ浦団地を開通。
  - 1970年：津田沼駅南口 - 津田沼六丁目 - 袖ヶ浦団地に延長。
  - 1991年3月29日：袖ヶ浦団地行のみ津田沼中央病院（現・津田沼中央総合病院）経由となる。
  - 1995年3月：往復とも津田沼中央病院経由となる。
  - 1998年11月16日：深夜バスのみ津田沼駅→第三中学校→津田沼高校線を開通。
  - 2012年12月23日：船橋営業所花輪車庫の再編に伴い新都心営業所に移管。津46および、深夜バスとして津43を新設。
  - 2013年12月17日：津46の新習志野駅便がイオンモール幕張新都心バスターミナルまで延長された。
  - 2015年4月1日 : ダイヤ改正が行われ、津46系統の変更が行われ幕張メッセ中央まで延長された。イオンモール幕張新都心バスターミナル乗り入れは幕張メッセ中央方面のみ廃止され、平日日中のみの運行となる。袖ヶ浦団地方面は夜間の時刻修正を行った。
  - 2016年2月16日 : ダイヤ改正が行われ時刻の修正が行われた。
  - 2018年1月16日 : 習志野市との秋津地区路線バス実証実験のため、津46の全便を津47：津田沼駅 - 京成津田沼駅入口 - 管理事務所 - 袖ヶ浦三丁目 - 秋津小学校 - 臨海工業団地 - 新習志野駅 - イオンモールアクティブモール前 （←イオンモール幕張新都心ファミリーモール前） - （→イオンモール幕張新都心グランドモール前/←豊砂公園） - 幕張メッセ中央に変更。当初は3月30日までの運行を予定していたが、若干延長された。[3]
  - 2018年6月30日 : 津47の運行を終了し、7月2日より津46の運行を再開した。[4]
  - 2021年6月1日：幕張メッセにてオリンピック会場設営のため、9月18日までの期間限定で津46系統幕張メッセ中央行きがイオンモール幕張新都心ファミリーモール前行きとなる。
  - 2021年7月1日：JR京葉線幕張豊砂駅建設工事の為、津46系統ファミリーモール前停留所が移転。
  - 2023年3月18日：幕張豊砂駅開業に伴い、「イオンモール幕張新都心ファミリーモール前」を「幕張豊砂駅（イオンモール幕張新都心ファミリーモール前）」に変更し、駅前ロータリーへの乗り入れを開始。

千葉県の特色に埋立地が多いことが挙げられる。千葉市南部や木更津市、また東京湾を挟んだ対岸の神奈川県川崎市川崎区などは工業用地となっているが、習志野市の場合は住宅地が中心である。
袖ヶ浦地区は昭和42年に習志野市第一期埋立地として作られ、その交通手段としてこの線が開業した。現在は第三中学校から新習志野駅へ通じる陸橋（ふれあい橋）が完成し、最寄り駅が津田沼駅ではなくなったが、総武快速線が停車しているためでもあるのか、それによる影響はあまり大きくないようである。
この路線は開通当時、千葉工業団地正門のやや東側に「津田沼駅入口」停留所を設け、そこを起点にしていた。その後、昭和45年3月に津田沼駅南口が整備されたのをきっかけとして、屋敷線と同時に津田沼駅南口発着となった。（津田沼駅入口停留所は「津田沼二丁目」と改称したがその年月日は不明。）さらに、数回のルート変更、停留所名変更を経て今のようになっている。
深夜バスに限り第三中学校から陸橋経由で津田沼高校に至るルートとなり、秋津団地への足ともなっている。
2012年12月23日、新都心営業所（芝園車庫）に管轄移管され、袖ヶ浦三丁目からふれあい橋を経て新習志野駅方面へ向かう津46と、深夜バスの終車のみ、津田沼高校から津52・津54系統のルートである臨海工業団地を経て新習志野駅へ至る津43が設定され、津41が減便された。
2013年12月17日にダイヤ改正が行われ津46が新習志野駅経由でイオンモール幕張新都心バスターミナルに乗り入れとなった。ただし本数は少ない上に朝と夜の便が削減された。その後、2015年4月1日のダイヤ改正で幕張メッセ中央まで延長され、イオンモールはバスターミナルの乗り入れを幕張メッセ中央方面のみ廃止してグランドモールを経由する。また運行は平日日中のみである。
津田沼駅〜幕張メッセ間は幕張メッセで特定のイベント開催時に当初ノンストップで秋津小学校、幕張西六丁目を通って運行されていた。その後現行に近いルートで京成津田沼駅を経由するようになった。

### 秋津団地線・香澄団地線
- 津51：津田沼駅 - 向山小入口 - 津田沼高校 - 秋津小学校 - 第七中学校 - 香澄六丁目 - 新習志野駅（秋津団地線）
- 津52：津田沼駅 - 京成津田沼駅入口 - 袖ヶ浦団地入口 - 津田沼高校 - 臨海工業団地 - 新習志野駅（秋津団地線）
- 津53 : 津田沼駅 - 向山小入口 - 津田沼高校 - 秋津小学校 - 第七中学校 - 香澄六丁目 - 新習志野駅 - 芝園東 - 新都心営業所（秋津団地線）
- 津54 : 津田沼駅 - 京成津田沼駅入口 - 袖ヶ浦団地入口 - 津田沼高校 - 臨海工業団地 - 新習志野駅 - 芝園東 - 新都心営業所（秋津団地線）
- 幕11：新習志野駅 - 香澄二丁目 - 幕張西五丁目 - 幕張西二丁目 - 幕張本郷駅（香澄団地線）
  - 1980年3月23日：秋津団地線（津田沼駅 - 谷津七丁目 - 津田沼高校 - 第七中学校 - 秋津団地（現・香澄六丁目のやや南東）を開通。
  - 1982年3月16日：津田沼駅 - 香澄（現・香澄二丁目）を開通。秋津団地停留所を秋津・香澄団地と名称変更。秋津香澄線となる。
  - 1986年3月3日：津田沼駅 - 谷津七丁目 - 団地中央 - 新習志野駅 - 団地中央 - 第七中学校 - 香澄二丁目 - 幕張コーポ前 - 幕張本郷駅に延長。ただし、新習志野駅折返便の一部は第七中学校・香澄六丁目経由となる。
  - 1991年3月29日：津田沼高校経由便が津田沼中央病院（現・津田沼中央総合病院）経由となる。津田沼駅 - 京成津田沼駅（現・京成津田沼駅入口） - 袖ヶ浦団地入口 - 臨海工業団地 - 新習志野駅線の開通。
  - 1995年3月：臨海工業団地経由便が往復とも津田沼中央病院経由となる。
  - 1999年5月29日：秋津団地線（新習志野駅以西）と香澄線（現・香澄団地線、新習志野駅以東）に分割する。秋津団地線は花輪車庫が担当、香澄線は茜浜車庫が担当となる。
  - 2012年8月21日：新都心営業所開設により、香澄線の担当営業所を新都心営業所に変更し、香澄団地線に改称する。
  - 2012年12月23日：船橋営業所花輪車庫の廃止に伴い、秋津団地線を新都心営業所に移管し、香澄団地線に幕12系統と幕13系統を新設、香澄団地線に改名。同時に分割元の秋津団地線も新都心営業所に移管。同時に旧・津53系統（谷津二丁目 - 向山小入口 - 秋津小学校 - 新習志野駅）を廃止。
  - 2013年12月17日：幕12（急行）系統（新習志野駅 - 香澄二丁目 - 幕張本郷駅・幕張西五丁目非経由）を廃止。
  - 2016年2月16日：ダイヤ改正が行われ津53系統および津54系統を新設し新都心営業所便を設定（新習志野駅からの延長）。
  - 2020年5月16日：幕13系統幕張西循環（幕張本郷駅 → 幕張西五丁目 → 幕張西中学校 → 幕張西二丁目 → 幕張本郷駅）を廃止。

袖ヶ浦団地が第一期埋立地なのに対し秋津香澄団地は第二期埋立地である。団地入居当時は袖ヶ浦から秋津・香澄へは直接道路が通じておらず、袖ヶ浦団地線とは全く別系統の路線がここに生まれた。総武線津田沼駅と京葉線新習志野駅を結ぶ鉄道連絡の役割や県立津田沼高校の通学輸送を担っている。当路線の深夜バスは前述の袖ヶ浦団地線に組まれているためルートも異なる。また平日、早朝一番の津51系統新習志野駅行きは向山小入口始発となっている。
以前は谷津二丁目をまわっており、谷津七丁目前後の道路が狭隘であることと、谷津駅付近の踏切の通過と、国道14号線を走ることで、定時走行に支障を生じていた。平成3年3月29日より、習志野市道3・3・2号線（まろにえ橋）が開通したことで、この線を含む津田沼駅発着線のほとんどの車がこちらを経由するようになったので、定時性および所要時間が改善された。
なお、まろにえ橋の開通に併せて臨海工業団地経由便が新設されている。この便は「京成津田沼駅経由」と表示されており、やや迂回したルートであるために、全線乗れば新習志野駅への到達時間が若干遅くなる。所要時間は前述の津46系統（津田沼駅～新習志野駅間）とほぼ同様である。また運行は平日の朝夕のみで朝は津田沼駅発、夕方は新習志野駅発のみの片方向のみの運行となっている。そのため、経由しない津51系統と津53系統では京成津田沼駅は「まろにえ橋」、臨海工業団地は「津田沼高校」が最寄のバス停となる。
以前は香澄団地線と一緒に「秋津香澄線」として津田沼駅 - 新習志野駅 - 幕張本郷駅間を直通して走っていた。また、津田沼駅 - 秋津小学校 - 新習志野駅間折返便に限って、午前は津田沼駅行が、午後は新習志野駅行が香澄六丁目経由（方向幕は「第七中廻り」と表記）で運行していた。香澄六丁目を経由していたのは、京葉線開業前の路線で香澄六丁目付近に「秋津香澄団地終点」停留所が存在しており、経路変更による乗客への迷惑が生じないようにしたからである。しかし、新習志野駅折返便が午前午後で経路が変わるのに、幕張本郷駅発着や谷津二丁目出入庫便は香澄六丁目を経由しないなど若干わかりにくい運行の仕方であった。おまけに、津田沼駅 - 幕張本郷駅間の直通便について新習志野駅をまたいで利用する乗客もあまり多くなかった。そのため効率化を図るべく、1999年（平成11年）5月28日にこの線は新習志野駅を境に分割された。同時に、東側の香澄線（現・香澄団地線、幕張本郷駅 - 新習志野駅）については当時の茜浜車庫担当に変更となったが、2012年（平成24年）12月23日、香澄線の香澄団地線への改名と共に秋津団地線も新都心営業所の担当とされた。なお「第七中学校」停留所は習志野市立第七中学校の所在地であるが、正門は「香澄六丁目」が最寄の停留所である。
2016年2月16日にダイヤ改正が行われ新都心営業所発着便の津53系統と津54系統を設定した。津53系統はかつて谷津二丁目出入庫便に使われていた系統番号だった。なおダイヤ改正以前にも新習志野駅到着後に新都心営業所行き（新都心営業所発は第七中学校経由津田沼駅行き）に変わる便もあった。

### 新都心・幕張線
- 幕01：幕張本郷駅  - 幕張西二丁目 - 運転免許センター
- 幕01：幕張本郷駅 - NTT - 海浜幕張駅
- 幕01：幕張本郷駅 - NTT - 海浜幕張駅 - 幕張メッセ中央
- 幕01：幕張本郷駅 - NTT - 海浜幕張駅 - ZOZOマリンスタジアム
- 幕01：幕張本郷駅 - NTT - 海浜幕張駅 - 医療センター
- 幕01急行：幕張本郷駅 → NTT → 海浜幕張駅
- 幕03：幕張本郷駅 - キヤノンマーケティングジャパン - テクノガーデン
- 幕03：幕張本郷駅 → キヤノンマーケティングジャパン → テクノガーデン → 海浜幕張駅
- 幕03急行（ハイテク急行）：幕張本郷駅 → キヤノンマーケティングジャパン → テクノガーデン（富士通は通過）
- 幕04：幕張本郷駅 - キヤノンマーケティングジャパン - 若葉三丁目
- 海54：若葉三丁目 → 若葉公園 → ひび野一丁目 → 海浜幕張駅
- 海55：若葉三丁目 → 若葉第四 → ひび野一丁目 → 海浜幕張駅
- （系統番号なし）∶幕張西二丁目 → 幕張本郷駅

- - 1985年11月5日：中瀬線（幕張本郷駅 - 幕張西中学校 - 免許センター）を開通。ラッシュ時は直通便（西中学校非経由）を運行。当時は花輪車庫担当であった。
  - 1986年3月3日：幕張本郷駅 - 免許センター - 中瀬（現・NTT） - 海浜幕張駅に延長。
  - 時期不明：幕張本郷駅 - NTT - 幕張メッセ（現・幕張メッセ(東口)）に延長。実際には現・マリンスタジアム停留所付近まで運行していたが、球場が未完成のために、末端部のみ回送。
  - 時期不明：幕張本郷駅 - NTT - マリンスタジアムに延伸。
  - 1994年4月8日：茜浜車庫担当となる。
  - 1994年9月3日：幕張本郷駅 - IBM - 海浜幕張駅を開通。
  - 1996年6月1日：NTT経由を 幕張本郷駅 - NTT - 幕張メッセ（現・幕張メッセ(東口)） - 医療センター に延伸。
  - 1998年12月10日：一般路線初の連節バスとなるボルボ製連節バスを幕01に導入する。平日朝の幕01に急行便を新設。
  - 2004年3月11日：幕張本郷駅 - NTT - 海浜幕張駅 - 幕張メッセ中央の便が新設される。
  - 2010年2月19日：2代目連節バス「メルセデス・ベンツ・シターロ」を導入。愛称は「シーガル幕張」。
  - 2011年3月1日：幕02（海浜幕張駅 → NTT → 幕張西五丁目 → 幕張西中学校 → 幕張西二丁目 → 幕張本郷駅）の廃止と幕03急行（ハイテク急行）を新設。また夕方の幕03へ連節バスでの運用を開始。
  - 2011年3月12日以降：前日に東北地方太平洋沖地震（東日本大震災）が発生し、QVCマリンフィールド（現・ZOZOマリンスタジアム）付近で液状化現象が発生したため、球場への乗り入れを中止。当初は全便が海浜幕張駅止まりであったが、のちに幕張メッセ中央発着は通常通り、QVCマリンフィールド行きも試合開催日の一部便に限り運行が再開された（一時期は連節バスが乗り入れできなくなっており、江戸川営業所から車両を借り入れていたこともある）。医療センター行きは幕張メッセ(東口)から医療センターへ直行していた。
  - 2012年3月13日：QVCマリンフィールド発着の定期便運行を再開。
  - 2012年4月1日：ダイヤ改正。幕04（幕張本郷駅 - キヤノンマーケティングジャパン - ひび野一丁目）を新設。
  - 2012年7月2日：海54新設。幕04を 幕張本郷駅 - キヤノンマーケティングジャパン - ひび野一丁目 - 若葉三丁目 に延伸。
  - 2012年8月21日：新都心営業所開設により、担当営業所が新都心営業所に変更される。
  - 2013年12月17日：幕01幕張メッセ(東口)行きを廃止。幕04を急行便から各停便に変更。
  - 2016年12月20日：海55新設。海54にZOZOPARKを新設、幕張総合高校を若葉公園に名称変更。
  - 2021年3月30日：3代目連節バス「日野ブルーリボンハイブリッド連節バス」2台がマリンスタジアム直通便より運行を開始。愛称は2代目の「シーガル幕張」を踏襲している。なおそれに伴い2代目にも廃車が生じている。
  - 2021年6月1日：幕張メッセでのオリンピック会場設営に伴い、9月18日までの期間限定で幕01系統幕張メッセ中央行きを幕張メッセ(東口)行きに変更。
  - 2021年9月19日：幕張本郷駅 → 運転免許センターの区間便が新設。

幕張本郷駅と海浜幕張駅周辺の間を輸送する路線である。この路線は1985年に千葉運転免許センターを利用するための路線（免許センター線）として開通した。1994年4月8日には習志野市茜浜に茜浜車庫が開設されたことに伴い、新都心幕張線を花輪車庫から茜浜車庫へ移管した。この際に茜浜車庫に配置された26台の全車両が、白地にブルーの塗りわけでカモメを配した、屋根上も高層ビルからの視認性を考慮したオリジナルの塗装デザインとなった。これは臨海地域を表現したものとされる。
2代目以降の連節バスは、メルセデス・ベンツの純正カラーであるジェイダイトグリーンを全身にまとい、上部には車両ごとに違う帯が貼られている。3代目連節バスは京成バスのコーポレートカラーの帯で統一されている。
その後、海浜幕張駅周辺の施設の充実に伴い、本数が増加し、茜浜車庫ができた時点ではデータイム5分おき、朝ラッシュ時は1分おきという京成バスの最頻度運行路線となった。
長尺の3扉車を使用してもまだ積み残しが出てしまうようになったため、1998年12月10日より一般路線として日本初となる連節バスを10台投入した。連節バスの投入により運行便数は若干減少した。千葉市は2009年から2011年にかけて連節バスの更新と導入台数の増加をはかり、将来はモノレール、LRT、BRTなど新たな交通システムの導入可能性を千葉県などと連携しながら調査、検討をしていくと発表した。2010年2月19日より、メルセデス・ベンツ・シターロによって車両更新が開始されることになった。2010年末より順次追加導入され、計15台のシターロが投入された。
2021年にはシターロの老朽化に伴い、東京BRTに続き国産連節バスの日野ブルーリボンハイブリッド連節バスを導入することとなり、2021年3月30日より2台が運用を開始した。同時にシターロ2台が廃車された。
連節バスは当初、幕張メッセ中央にも乗り入れていたが、2020年5月のダイヤ改正よりそのような運用は消滅した（臨時直通バス運行時のみ乗り入れ）。また、2013年のイオンモール幕張新都心線運行開始と同時に始まった、連節バスによるイオンモール行き専属運用も後に廃止された（詳しくは後述）。
平日の朝ラッシュ時には幕張本郷駅から「幕01急行」海浜幕張駅行きが半数程度運行され、2011年3月以降は原則として全便が連節車で運行される（現在でも一般車で運行されることがある）。この急行については幕張本郷駅停留所に運賃収受ゲートが設けられ、車外で運賃を前払いしてから乗車するシステムとなっている。降車時は近くの扉から降りることが可能（かつての東京ディズニーランド直行バスがやっていた方式とほぼ同じ）。また、2011年3月からは朝のハイテク通り方面のアクセスとして幕03系統に急行が新設された。一般車による運行で、幕01とは異なり車内で運賃収受を行い（当初は同様のゲート方式であったが、ほどなく変更された）、富士通は通過、かつテクノガーデンが終点となる。幕03の急行についてはハイテク通り経由となることから、NTT経由の幕01と区別するため、旅客案内上「ハイテク急行」と呼称されることもある。
医療センター発着便は1996年に開通し、平土のみの運行である（開通当初は平日だけであった）。幕張海浜公園入口を通過した後ZOZOマリンスタジアムには向かわず、転回して幕張海浜公園交差点から西側に走る。
2016年以降の京成バス全線での英語放送導入に先駆け、当路線では英語放送が行われていた。また、2006年4月からはマリーンズ選手の案内放送も登場した。
富士通 - 幕張メッセ中央・ZOZOマリンスタジアム（海浜幕張駅約1キロ圏内）については、現金100円・ICカード168円の均一運賃制となっており、現金運賃の方がIC運賃より安くなっている。これは、後述するイオンモール幕張新都心線（海浜幕張駅 - イオンモール間）でも採用されている。

### 幕張学園線
- 幕21：幕張本郷駅 → 幕張西第二公園 → 市町村アカデミー → イトーヨーカドー → 幕張本郷駅
  - 1989年1月16日：幕張本郷駅 - 放送大学 - 市町村アカデミーおよび幕張本郷駅 - 放送大学 - 海浜幕張駅を開通。
  - 時期不明：ほとんどの便が幕張西第二公園経由とする。市町村アカデミー発着便が循環線となる。
  - 1997年4月1日：海浜幕張駅発着便を廃止。
  - 1998年12月10日：茜浜担当となる。
  - 2012年12月23日：幕13系統（幕張本郷駅 → 幕張西五丁目 →幕張本郷駅）および、幕23系統（幕張本郷駅 → 幕張本郷駅）を新設。幕21は朝夕のみの運行に。
  - 2013年12月17日：幕23を廃止。幕21は日中便が復活。
  - 2020年5月16日：幕13系統廃止。幕21系統は朝1本のみの運行に大幅減便。

平成の初めに開通した線である。海浜幕張地区のこれからの発展への準備として開業した路線らしい。開業当初は循環線でなく、放送大学経由の市町村アカデミー止まりだった。その後、幕張本郷駅 - 幕張西第二公園 - 放送大学 - 海浜幕張駅や幕張本郷駅→（国道14号経由）→放送大学→海浜幕張駅など、海浜幕張駅に至る路線もあったが、1997年4月1日に廃止され、循環線だけとなった。
当初から利用者があまり多くなく、本数的にも少なかった。将来的に、中瀬線→新都心幕張線のように本数が増加するというのも無さそうである。開業当初は花輪車庫担当だったが、1998年12月10日の改正時に茜浜車庫担当となり、車も幕張新都心線と同じかもめカラーになった。茜浜に移管の理由は連節車導入で一般車が余ったためである。2012年12月23日の改正で幕張西第二公園から先コロンブスシティを経由して幕張本郷駅に戻る幕23を新設。日中便は幕23の運行になり幕21の運行は朝夕のみになったが、2013年12月17日に幕23を廃止
幕21は日中便が復活した。

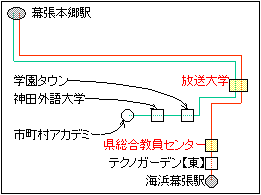
幕張学園線の変遷（その1）
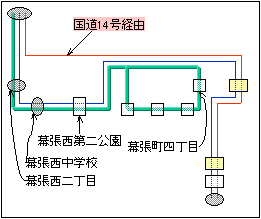
幕張学園線の変遷（その2）

### コロンブスシティ線
- 幕22：幕張本郷駅 - 幕張西第三公園 - コロンブスシティ - 浜田緑地
- 幕22：幕張本郷駅 → 幕張西第三公園 → コロンブスシティ → NTT → 海浜幕張駅
- 幕22：幕張本郷駅 → 幕張西第三公園 → コロンブスシティ → 神田外語大学 → NTT → 海浜幕張駅
- 幕22：海浜幕張駅 → 昭和学院・秀英中学高等学校 → 神田外語大学 → コロンブスシティ → 幕張西第三公園 → 幕張本郷駅
- 幕23：幕張本郷駅 - 幕張西第三公園 - コロンブスシティ - 神田外語大学
  - 2008年9月1日：運行開始。
  - 2010年1月16日：朝夕を除いた全ての便が神田外語大学経由に変更。
  - 2013年12月17日：幕張本郷駅 → 幕張西第三公園の区間便を廃止。
  - 2021年3月20日：ダイヤ改正で幕23(2代)系統新設のほか、日中の幕22系統を大幅に減便した。

2008年にオープンしたマンション「コロンブスシティ（マクハリタマゴ）」へのアクセスを目的に開業した。県総合教育センター付近の交差点の制約（神田外語大側から海浜幕張駅側へ直接右折できない）により、浜田緑地 - 海浜幕張駅間の経路は往復で異なる。また、幕張西第三公園は、道路の関係上幕01系統・マリンスタジアム方向のみバス停が設置されていたが、この路線の開通により、幕張本郷駅方面にもバス停が追加された。ただし、本路線開通後も幕01系統は従来どおりマリンスタジアム方面のみ客扱いを行う（幕張本郷駅行きは通過する）。

### 幕張ベイタウン線
- 海01（タウンルート）：海浜幕張駅 → イオン海浜幕張店 → 5・8番街 → パルプラザ → 海浜幕張駅
- 海02（タウンルート）：海浜幕張駅 → イオン海浜幕張店 → 5・8番街 → パルプラザ → 海浜幕張駅 → NTT → キヤノンマーケティングジャパン → 海浜幕張駅（平日朝のみ）
- 海03（タウンルート）：海浜幕張駅 → NTT → キヤノンマーケティングジャパン → 海浜幕張駅 → イオン海浜幕張店 → 5・8番街 → パルプラザ → 海浜幕張駅 （平日夕方のみ）
- 海11（タウンルート）海浜幕張駅 → イオン海浜幕張店 → 5・8番街 → パルプラザ → イオン海浜幕張店 → 海浜幕張駅
- 海21（マリンルート内回り)：海浜幕張駅 → 海浜幕張駅南口 → マリンルート入口 → パルプラザ → 海浜幕張駅
- 海22（マリンルート内回り）：海浜幕張駅 → 海浜幕張駅南口 → マリンルート入口 → パルプラザ → 海浜幕張駅 → NTT → キヤノンマーケティングジャパン → 海浜幕張駅（平日朝のみ）
- 海23（マリンルート内回り）：海浜幕張駅 → NTT → キヤノンマーケティングジャパン → 海浜幕張駅 → 海浜幕張駅南口 → マリンルート入口 → パルプラザ → 海浜幕張駅（平日夜のみ）
- 海31（マリンルート内回り）：海浜幕張駅 → イオン海浜幕張店 → マリンルート入口 → パルプラザ → イオン海浜幕張店 → 海浜幕張駅

《平和交通と共同運行》
京成バス担当便と平和交通担当便とが交互に運行され、両者合わせて日中は1時間に4本運行される。また、マリンルートは平和交通と京成バスでは順路が逆回りとなっており、京成バスは幕張ベイタウン内を反時計回りに循環する。
また朝夕の時間帯は海浜幕張駅よりハイテク通り方面に直通する。

### イオンモール幕張新都心線
- イオン31：幕張豊砂駅（ファミリーモール前） → グランドモール前 →  幕張西二丁目 → 幕張本郷駅
- イオン35：幕張豊砂駅（ファミリーモール前） → イオンスタイル口 →  幕張西二丁目 → 幕張本郷駅
- イオン36：幕張本郷駅 → 幕張西二丁目 → イオンスタイル口 → 蔦屋書店前 → 幕張豊砂駅（ファミリーモール前）
- イオン63：幕張豊砂駅（ファミリーモール前） → グランドモール前 → 海浜幕張駅
- イオン65：海浜幕張駅 → イオンスタイル口 → 蔦屋書店前 → 幕張豊砂駅（ファミリーモール前）
- イオン65：幕張豊砂駅（ファミリーモール前） → イオンスタイル口 → 海浜幕張駅
  - 2013年12月17日：運行開始。
  - 2014年1月25日：イオン63をちばシティバスと共同運行化。
  - 2015年4月1日：「イオンモール幕張新都心従業員口」を「イオンモール幕張新都心グランドモール北」に名称変更。イオン31の日中の運行開始。日中にグランドモール北経由便を新設。イオン64、イオン65をちばシティバスと共同運行化。イオンモール方面のみプレナ幕張は通過となった。
  - 2016年8月8日：「イオンモール幕張新都心グランドモール北」を「イオンモール幕張新都心イオンスタイル口」に名称変更。「イオンモール幕張新都心蔦屋書店口」の新設。イオン64（海浜幕張駅 → タウンセンター → 幕張メッセ中央 → グランドモール北 → グランドモール）の廃止。海浜幕張駅発着系統の平日の運行本数の減便。
  - 2016年12月20日：「イオンモール幕張新都心バスターミナル」を「イオンモール幕張新都心ファミリーモール前」に、「イオンモール幕張新都心グランドモール」を「イオンモール幕張新都心グランドモール前」に、「イオンモール幕張新都心アクティブモール」を「イオンモール幕張新都心アクティブモール前」に、「イオンモール幕張新都心蔦屋書店口」を「イオンモール幕張新都心蔦屋書店前」にそれぞれ名称変更。またファミリーモール前→グランドモール前に新しくバス専用道が開通した。
  - 2017年8月1日：イオン37（幕張本郷駅 → 幕張西二丁目 → 幕張西第三公園 → コロンブスシティ → イオンスタイル口 → 蔦屋書店前 → ファミリーモール前）・イオン38系統（幕張本郷駅 → 幕張西二丁目 → 幕張西第三公園 → コロンブスシティ → "神田外語大学" → イオンスタイル口 → 蔦屋書店前 → ファミリーモール前）新設。幕張本郷駅発の日中の全便がイオンスタイル口経由に変更された。京葉線高架下の交差点が未完成なのに伴い、当初は富士通を右折後幕張メッセ横を通り、豊砂公園を右折するルートで運行されていたが現在では変更されている。イオン31の減便、イオン33（幕張本郷駅 → 幕張西二丁目 → 幕張西第三公園 → コロンブスシティ → 神田外語大学 → 豊砂公園 → ファミリーモール前）の廃止が行われた。土休日午後もイオン65系統イオンスタイル口経由に変更。
  - 2021年3月20日：幕張本郷駅発着便の路線整理を実施。幕張本郷駅発はイオン36に、イオンモール発はイオン31系統・イオン35系統に統一した。それに伴い、イオン32（幕張本郷駅 → 幕張西二丁目 → 幕張西第三公園 → コロンブスシティ → 豊砂公園 → ファミリーモール前）・イオン34（幕張本郷駅 → 幕張西二丁目 → 幕張西第三公園 → イオンスタイル口）・イオン37・イオン38は一斉に廃止された。また幕張西第三公園が全便通過になったと同時に、運行本数が20分間隔から終日15分間隔に増便された。朝の時間帯のみ駅から離れた7番乗り場での発着となっていたが、全便5番乗り場の発着へと変更されている。
  - 2021年7月1日：京葉線幕張新駅（のちに駅名が「幕張豊砂駅」に決定）建設工事に伴い、イオンモール幕張新都心ファミリーモール前停留所が移転され、また3月20日で廃止となったイオン34が蔦屋書店前まで延長する形で復活した。またイオン36（幕張本郷駅発）とイオン63・イオン65（海浜幕張駅発）が、降車専用という形で「イオンモール幕張新都心アクティブモール前」の停車を開始。ルート変更が実施され、「プレナ幕張」「タウンセンター」「幕張メッセ中央」「テクノガーデン」「NTT」「富士通」は全便通過・非経由となった。土休日は、道路混雑回避のためファミリモール前→グランドモール前にて減便・迂回運転を行う。イオン63の京成バスでの運行が終了した（ちばシティバスでは継続）。
  - 2023年3月18日：幕張豊砂駅開業に伴い、「イオンモール幕張新都心ファミリーモール前」を「幕張豊砂駅（イオンモール幕張新都心ファミリーモール前）」に変更し、駅前ロータリーへの乗り入れを開始する。また土休日のファミリーモール前→グランドモール前の減便・迂回運転は終了。イオン34、およびちばシティバスのみ運行してきたイオン63（海浜幕張駅 → 豊砂公園 → ファミリーモール前）は廃止された。

イオンモール幕張新都心のオープンに伴い、2013年12月17日から運行開始した路線。この路線の開設に伴い、香澄団地線、新都心・幕張線、幕張団地線で運行系統の廃止などの路線見直しが行なわれた。幕張本郷駅発着系統が30番台で、海浜幕張駅発着系統が60番台である。廃止されたイオン64は、イオンモール幕張新都心グランドモールに着くとイオン63の海浜幕張駅行きに変わるため、イオンモール幕張新都心グランドモール北からも通しで乗車が可能であった。また海浜幕張駅発着系統については、現金100円・ICカード168円の均一運賃制となっており、現金の方がICカードよりも安くなっている。
運行開始当初からしばらくの間、イオンモールラッピング連節バスによるイオン63・65の運用が存在したが、現在、その運用はなくなっている。
ピーク時のみ幕張本郷駅発着のイオン直通系統に限り、習志野出張所や長沼営業所からも運行する。

### 幕張ベイパーク線
- 海57：海浜幕張駅 → (無停車) → ZOZOPARK → 若葉公園 → 若葉三丁目 → ひび野一丁目 → (無停車) → 海浜幕張駅
- 海58：海浜幕張駅 → (無停車) → ひび野一丁目 → 若葉三丁目 → 若葉公園 → ZOZOPARK → ひび野一丁目 → (無停車) → 海浜幕張駅

《千葉海浜交通と共同運行》
- - 2019年3月31日：運行開始。
  - 2019年10月16日：海57（外回り）系統（海浜幕張駅 → ひび野一丁目 → 幕張総合高校 → 若葉第四 → ファーストウィング → 若葉公園 → ひび野一丁目 → 海浜幕張駅）を廃止し、海56（内回り）系統のみの運行となる。
  - 2020年11月16日：海56（内回り）系統（海浜幕張駅 → ひび野一丁目 → 若葉公園 → ファーストウィング → 若葉第四 → 幕張総合高校 → ひび野一丁目 → 海浜幕張駅）を廃止し、新たに海58（2代目外回り）系統を新設。区間が大幅に短縮されたほか、片方向のみでの運行となった。
  - 2021年8月16日：8月15日の運行を最後に海58系統の運行を休止。再開の時期は未定とされている。
  - 2021年9月19日：海57（2代目内回り）系統（海浜幕張駅 → ZOZOPARK → 若葉公園 → 若葉三丁目 → ひび野一丁目 → 海浜幕張駅）新設。朝に3便のみ運行される。

### 市川学園線
- 西55直通：西船橋駅 - 東中山駅入口 - （無停車） - 市川学園正門前

《市川営業所と共管》
- - 2022年4月1日：新都心営業所が運行に参加し、市川営業所との共管路線となる。

### 新都心営業所出入庫路線
- 新習62：新習志野駅 - 芝園東 - 新都心営業所

### ポケットバス（新都心回遊線）
- 海51：京成幕張駅 - イトーヨーカドー - キヤノンマーケティングジャパン - 海浜幕張駅（平日朝夕のみ）
- 海52：京成幕張駅 - イトーヨーカドー - 海浜幕張駅
- 海61：新習志野駅 → イオンモール幕張新都心グランドモール前 → 幕張メッセ中央 → 海浜幕張駅
- 海62：海浜幕張駅 → 幕張メッセ中央 → 豊砂公園 → 新都心営業所
- 100円：海浜幕張駅 - 幕張メッセ(東口) - ZOZOマリンスタジアム（現在運行無し）

「ポケットバス」は海浜幕張駅を中心に小型バスで運行される京成バスの路線愛称で、 ポケットの100円玉で気軽に乗れるバスという意味である。道幅が非常に狭く通常のバスでは運行できない京成幕張駅前ロータリー発着系統を中心に運行されている。イオンモール幕張新都心の開業以前は、イオンモールに隣接するコストコ幕張倉庫店の正面玄関前まで乗り入れ、コストコと海浜幕張駅を結ぶ買物客の足として長らく活躍したが、イオンモールの開業によりコストコ・ホールセール停留所は廃止となり、現在の路線となった。
現金100円区間は100円バスの全区間、海浜幕張駅 - イオンモール幕張新都心アクティブモール間と海浜幕張駅 - ZOZOマリンスタジアム間で適用される。2019年6月15日のダイヤ改正にて、海53系統（京成幕張駅 - イトーヨーカードー  - 海浜幕張駅 - ZOZOマリンスタジアム）、海61系統、新習61系統（新習志野駅 - 芝園東 - イオンモール幕張新都心アクティブモール前 - イオンモール幕張新都心ファミリーモール前）の大幅な減便、および廃止が行われた。2023年6月19日のダイヤ改正にて、すでに片道1便のみの運行となっていた海53系統（ZOZOマリンスタジアム → 海浜幕張駅 → イトーヨーカードー → 京成幕張駅）が廃止された。

### 臨時シャトルバス

#### マリンスタジアム臨時直通バス
- 直通：幕張本郷駅 - （無停車） - ZOZOマリンスタジアム
- 直通：海浜幕張駅（プレナ幕張） - （無停車） - ZOZOマリンスタジアム
- 直行：ZOZOマリンスタジアム → （無停車） → 海浜幕張駅
- 直行：ZOZOマリンスタジアム → （無停車） → 幕張本郷駅
- 直行：ZOZOマリンスタジアム → （無停車） → 海浜幕張駅（プレナ幕張） → （無停車） → 幕張本郷駅
- 直通：ZOZOマリンスタジアム → （無停車） → 京成津田沼駅 → （無停車） → JR津田沼駅
- 直行：ZOZOマリンスタジアム → （無停車） → 東所沢駅 → 所沢駅

運行会社一覧
- 京成バス（新都心営業所・習志野出張所・市川営業所・千葉営業所・金町営業所・江戸川営業所・長沼営業所）
- 千葉中央バス
- 千葉海浜交通
- 千葉内陸バス
- ちばフラワーバス
- ちばシティバス
- ちばグリーンバス
- 船橋新京成バス（習志野営業所・鎌ヶ谷営業所）

沿革
- 1994年：海浜幕張駅前にあるショッピングセンター「プレナ幕張」1階に千葉ロッテマリーンズ直営のグッズショップ『マリーンズボールパーク（現・マリーンズストア海浜幕張駅前店）』がオープンし、それと同時にマリーンズボールパークと千葉マリンスタジアムを結ぶ無料シャトルバスとして運行開始。当時の運行担当は京成電鉄千葉営業所新宿車庫（現・ちばシティバス）で、オリジナルのラッピングが施された専用車3両体制で運行していた。その後、運行担当が京成バス船橋営業所茜浜車庫に変更され、2004年からは大人100円・子供50円の有料シャトルバスとなった。
- 2005年：第1回セ・パ交流戦で千葉ロッテマリーンズが優勝し、ファンサービスの一環として京成バスの車体にラッピングを施し、シャトルバスを中心に運行を開始した。
- 2011年：同年3月11日に発生した東日本大震災による液状化現象の影響で、マリンスタジアムバスロータリーが1年間使用禁止となり、臨時のバス停留所には元来マリンスタジアムに乗り入れている連接バスの乗り入れが不可能となった事で、京成バス全営業所からの応援体制での運行となった。
- 2013年：埼玉西武ライオンズとの試合を「埼玉vs.千葉シリーズ」と銘打ち、イベントの一環として、西武バス立川営業所と京成バスの間でお互いが所有するラッピングバスをトレードし[注釈 2]、運賃箱の取り替えやLED表示器の対応等を行った上でシリーズ中のみ運行を開始。その後2016年シーズンをもってシリーズが終了したため2017年シーズンを最後に車両のトレードも終了。
- 2014年6月11日：京成バス新都心営業所が海浜幕張駅便の運行から撤退し、かわりに習志野出張所等他の営業所からの応援や京成グループのバス子会社であるちばフラワーバスやちばグリーンバス、千葉中央バス、さらには新京成電鉄グループの船橋新京成バスも不定期路線バスとして参入し、運行を開始した[8]。
- 2018年9月26日：シーズン終了まで22日に福浦和也選手の2000本安打達成を記念し、一部車両に記念マスクを装着し、方向幕を「祝 2000本安打 達成号」としたシャトルバスを運行。
- 2019年
  - 3月29日：ZOZOマリンスタジアムで開催された2019年度公式戦開幕戦より、海浜幕張駅の降車場が北口バスターミナルからプレナ幕張停留所へと変更された（案内上は海浜幕張駅のままである）
  - 9月：同年22日〜24日の3連戦には、シーズン最終戦であると同時に、地元出身の福浦和也選手の引退試合もあり、新都心営業所と習志野出張所所属のマリーンズラッピングバスに福浦のユニフォームをモチーフとしたバスマスクが装着され、方向幕には「ありがとう福浦選手！」の文字が表記された（※連節バスは方向幕のみ）。
- 2020年7月10日：同年シーズンは新型コロナウィルスの感染拡大による影響で開催が大きく遅れ、対埼玉西武ライオンズ戦より直通便の運行を開始した。感染防止のため、京成バスの従業員が乗客の手にアルコール消毒するなどの対策を徹底し、定員も1台につき40人までとした[9]。また、海浜幕張駅発着便は往路便も、復路便並びに幕張本郷駅発着便の復路便で採用していた運賃先払い方式に変更した。
- 2021年4月9日：試合終了後の運行終了時間が変更となり、特に海浜幕張駅行は試合展開により試合終了前にバスの運行が終了する可能性が生まれた[10]。基本的には、京成バス新都心営業所が幕張本郷駅便を運行し、京成バス他営業所および京成グループ各社が海浜幕張駅便を運行しているが、稀に新都心営業所が海浜幕張駅便に投入される。
- 2022年
  - 3月28日：ZOZOマリンスタジアムにてニトリJD.LEAGUE2022女子ソフトボール開幕戦（ビックカメラ高崎ビークイーン対トヨタレッドテリアーズ戦）が開催され、海浜幕張駅と幕張本郷駅のみに停車する直通バスが運行された。
  - 5月27日：セ・パ交流戦にて津田沼駅直通バス運行。
  - 6月15日：津田沼駅行き直通バスの2022年シーズン中の運行継続を発表[11]。
  - 8月23日〜25日：対埼玉西武ライオンズ戦3連戦にて東所沢駅経由所沢駅行きの高速バスを運行。（千葉営業所が担当）
- 2023年
  - 4月4日：ホーム開幕戦よりZOZOマリンスタジアム発津田沼駅行き直通バスが本年度も運行される。
- 2024年
  - 3月1日：海浜幕張駅発着のワンコインバス終了に伴い、直通シャトルバスも現金170円に値上げとなる[12]。

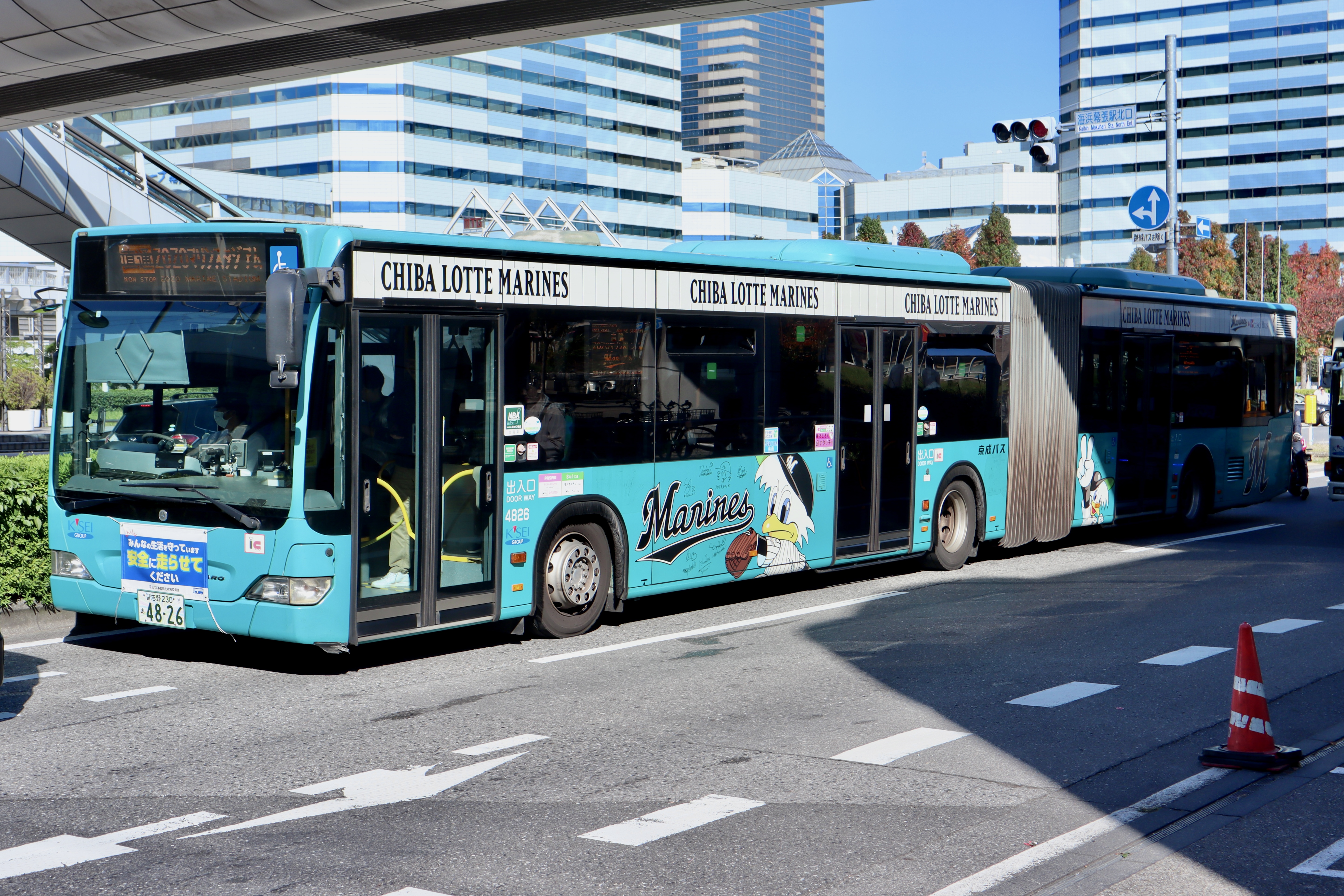
京成バスが運行する直通バス（連節バス）
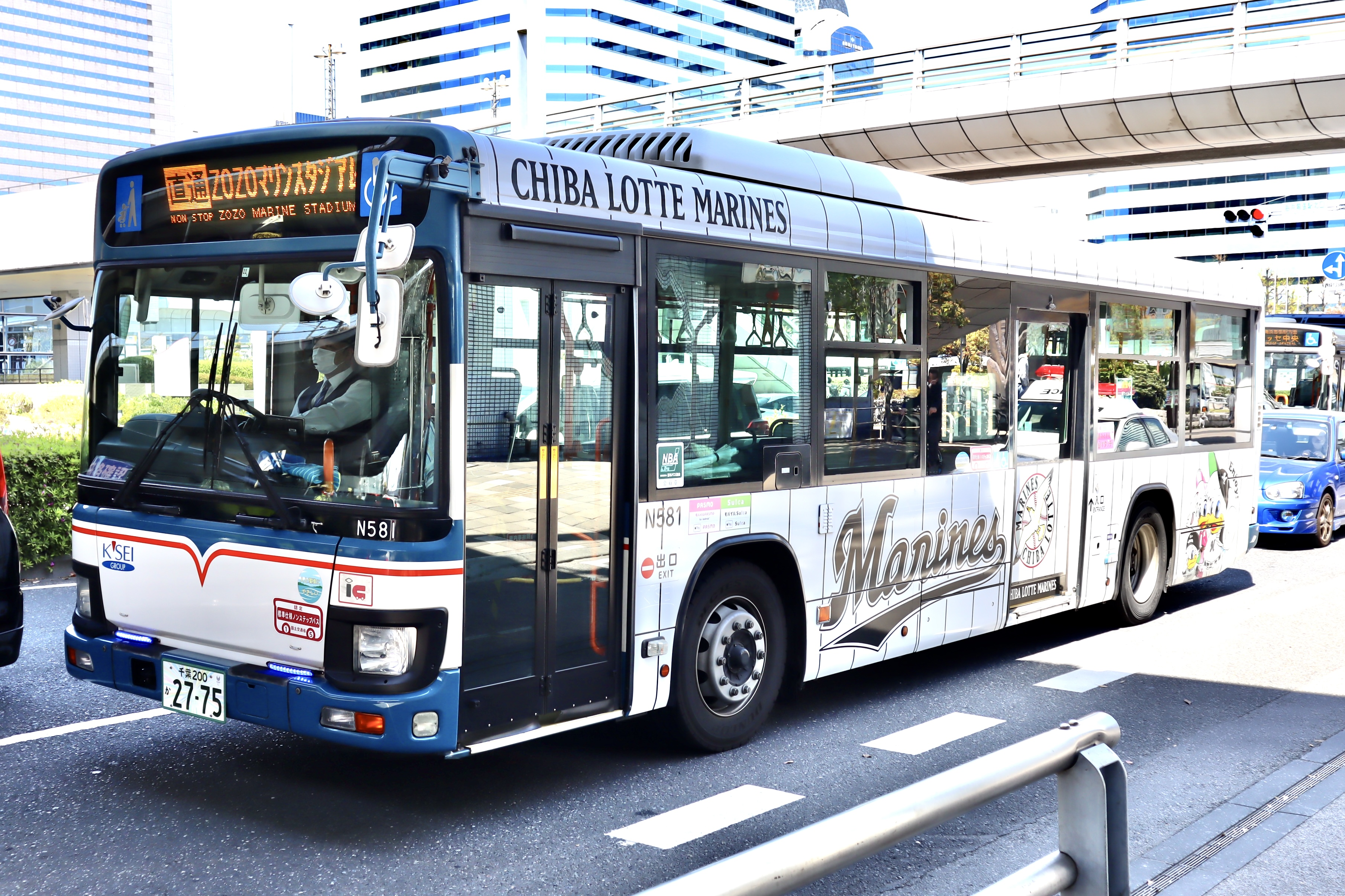
京成バスが運行する直通バス
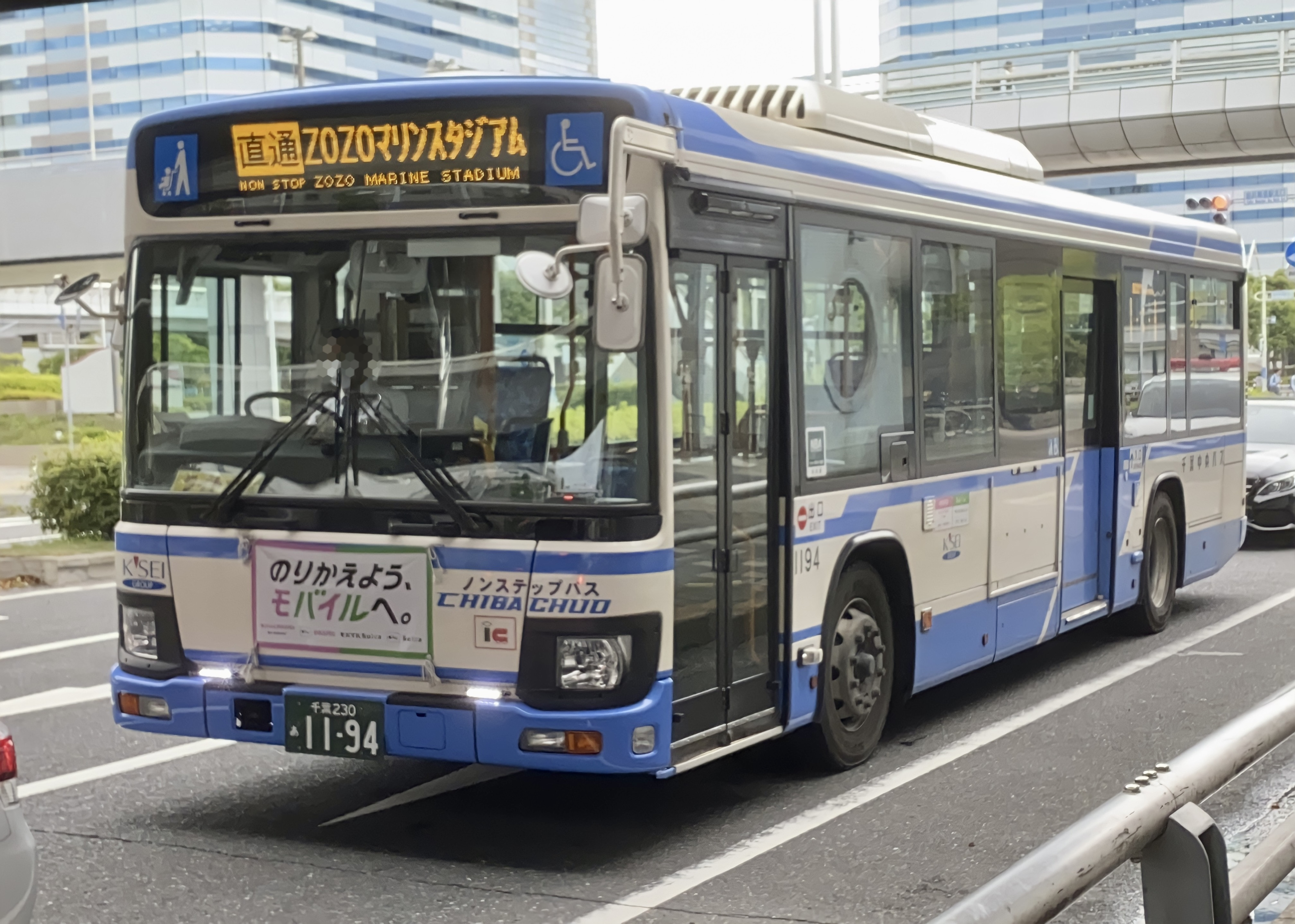
千葉中央バスが運行する直通バス
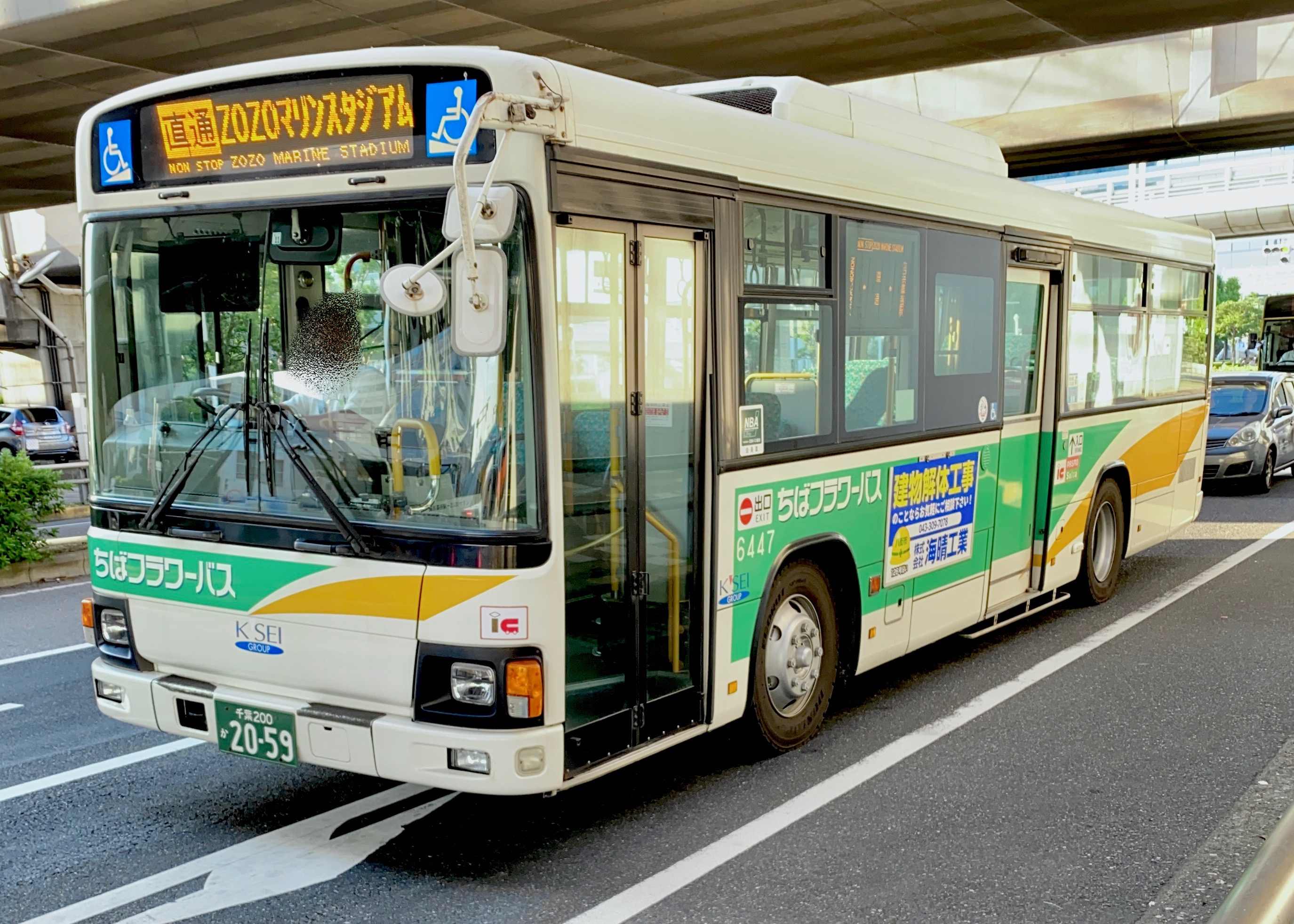
ちばフラワーバスが運行する直通バス
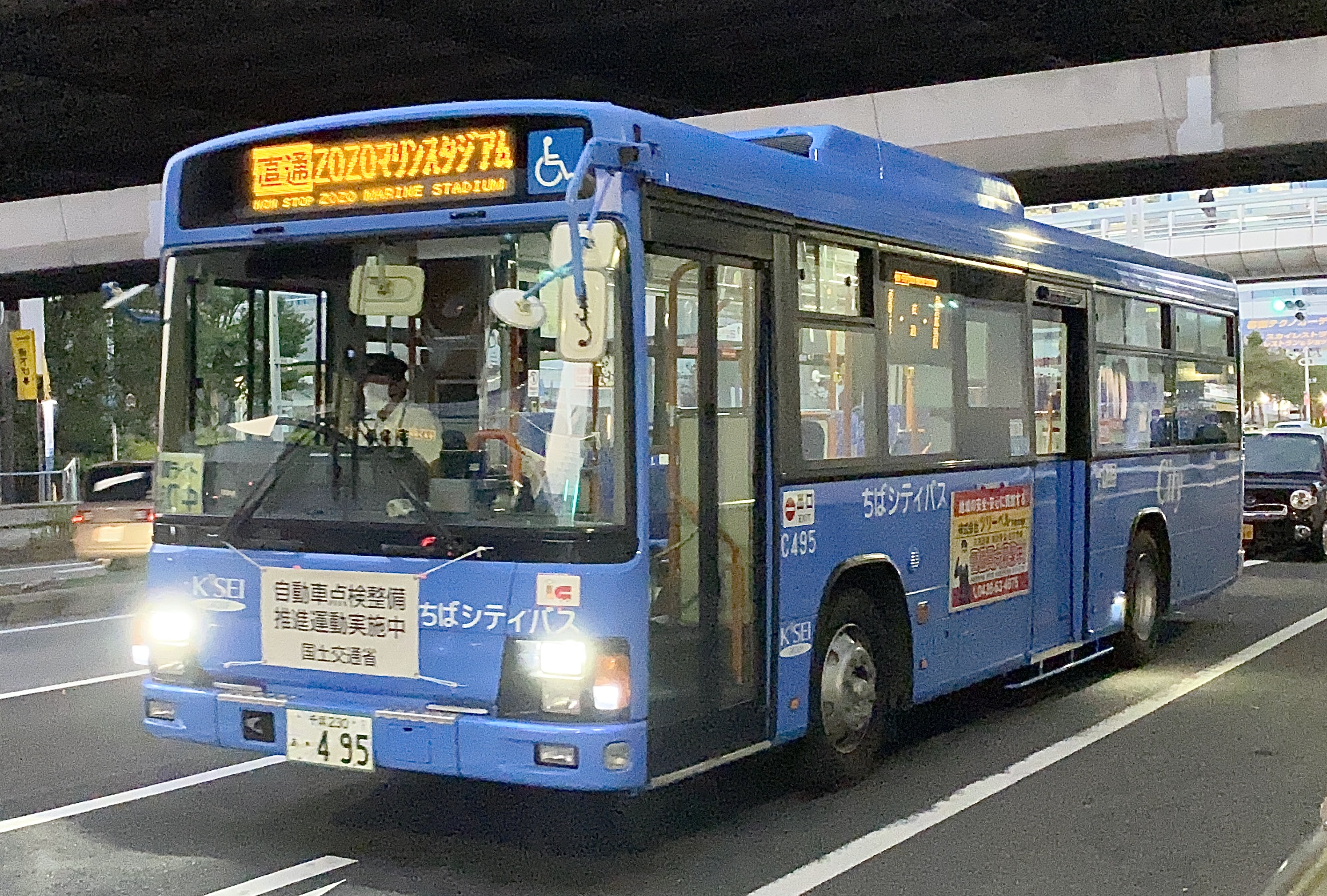
ちばシティバスが運行する直通バス
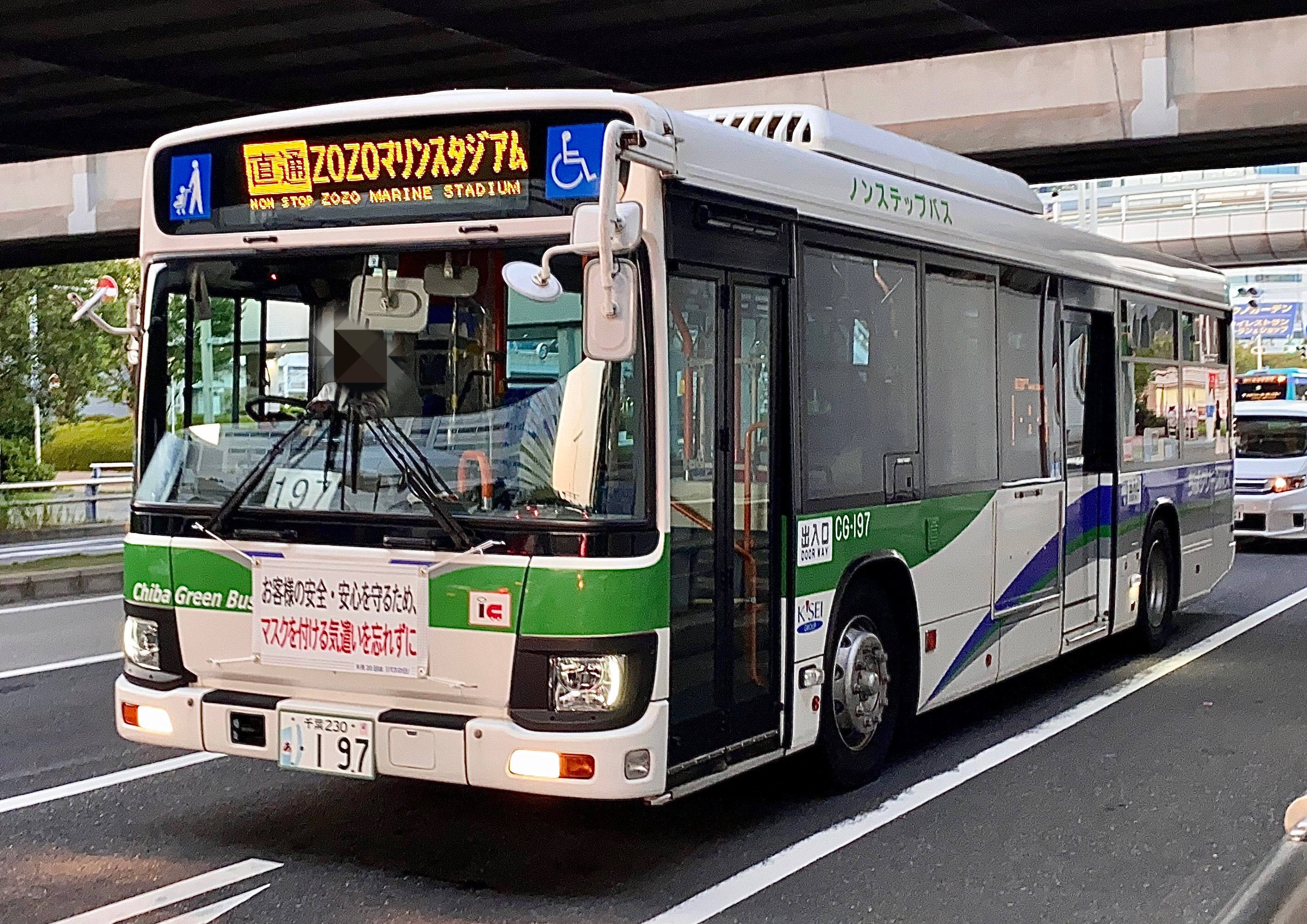
ちばグリーンバスが運行する直通バス
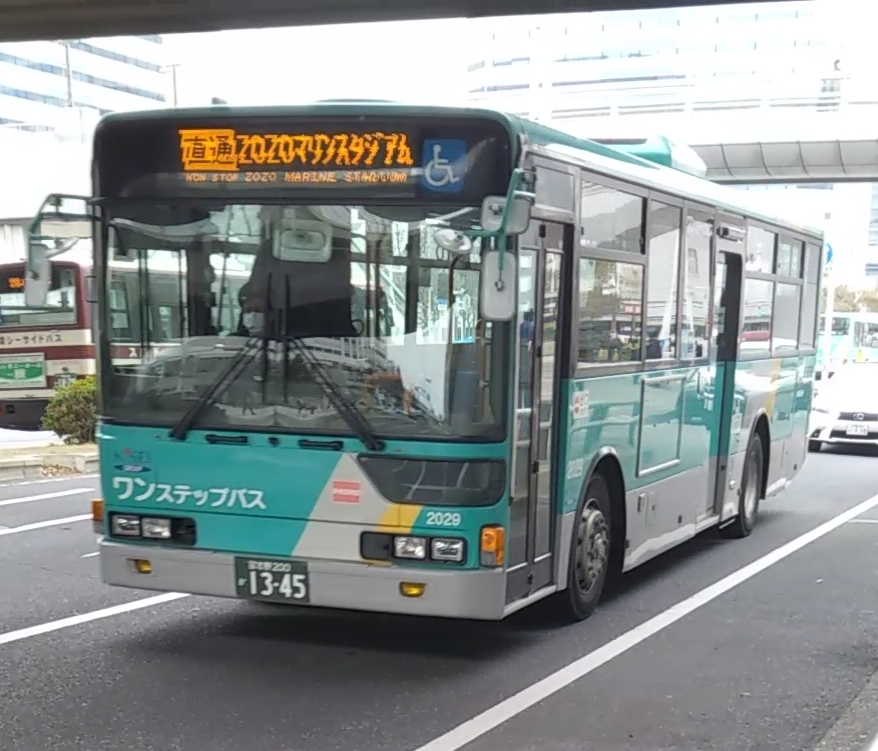
船橋新京成バス習志野営業所が運行する直通バス
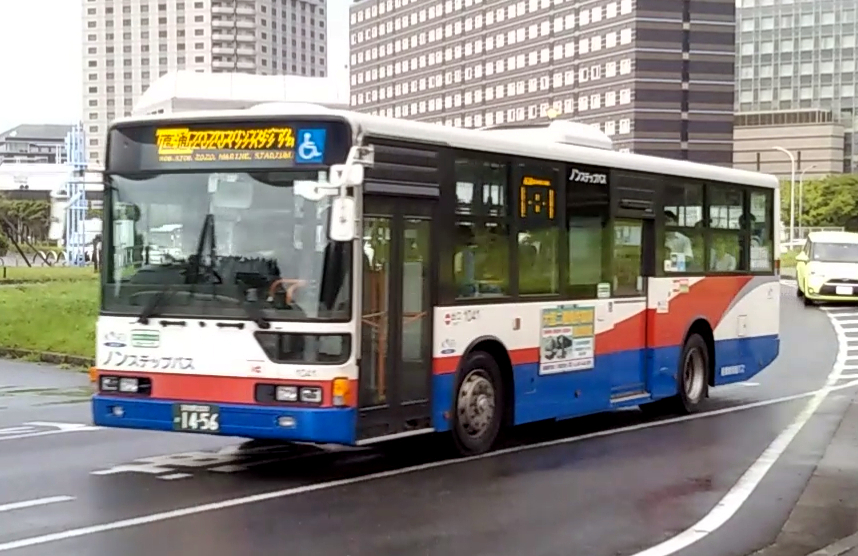
船橋新京成バス鎌ヶ谷営業所が運行する直通バス
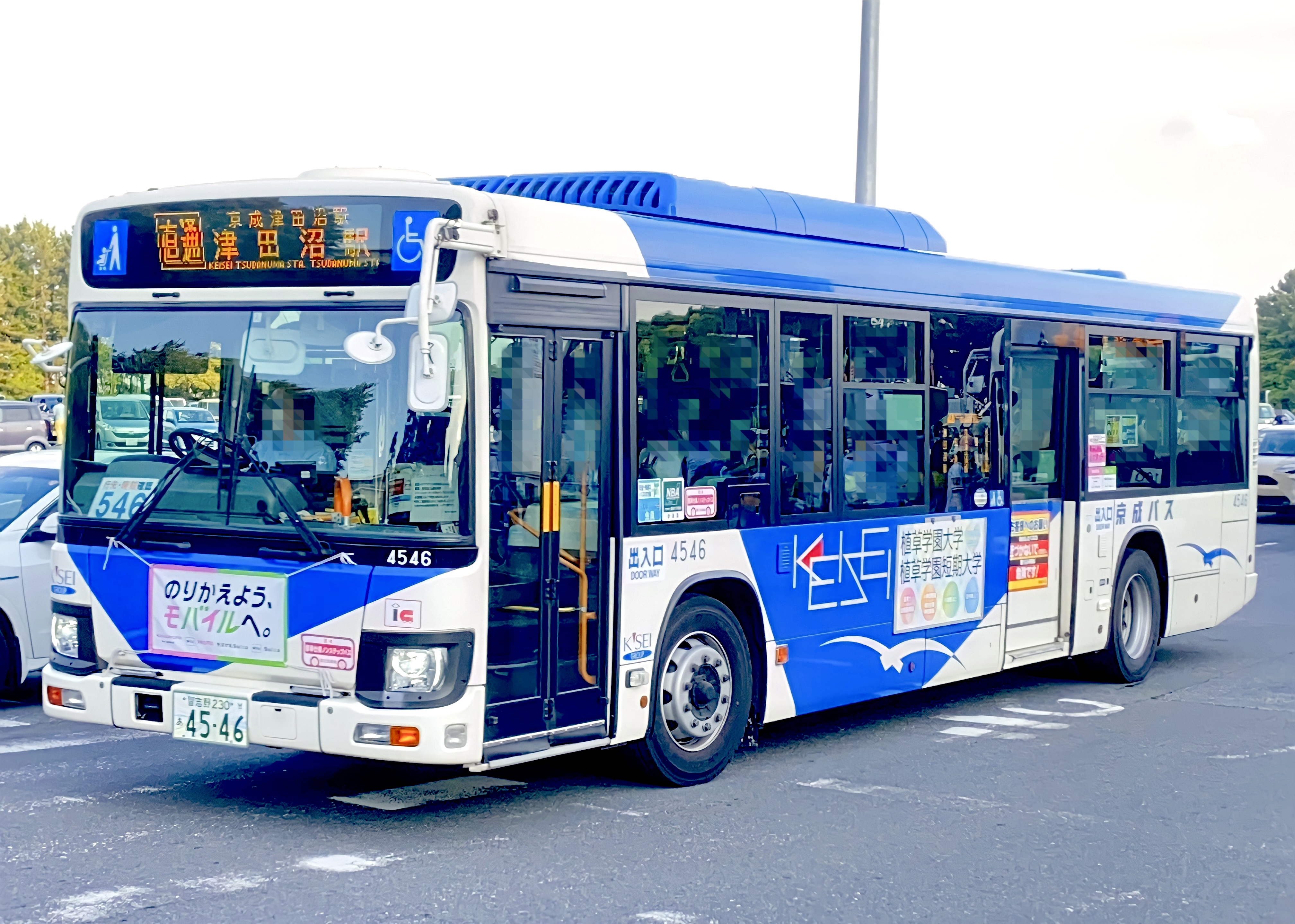
2022年度プロ野球セ・パ交流戦にて運行された直通津田沼駅行き
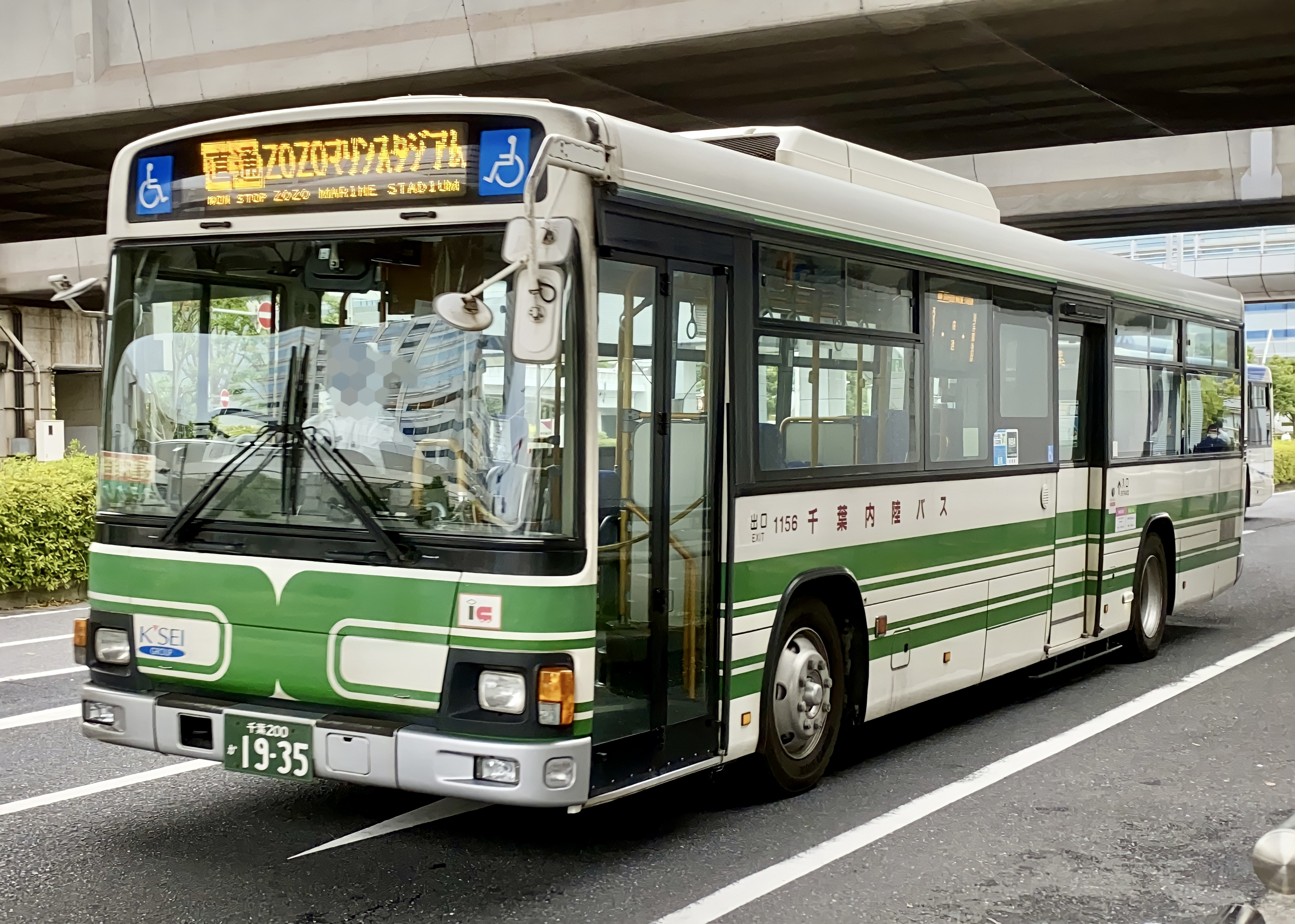
千葉内陸バスが運行する直通バス
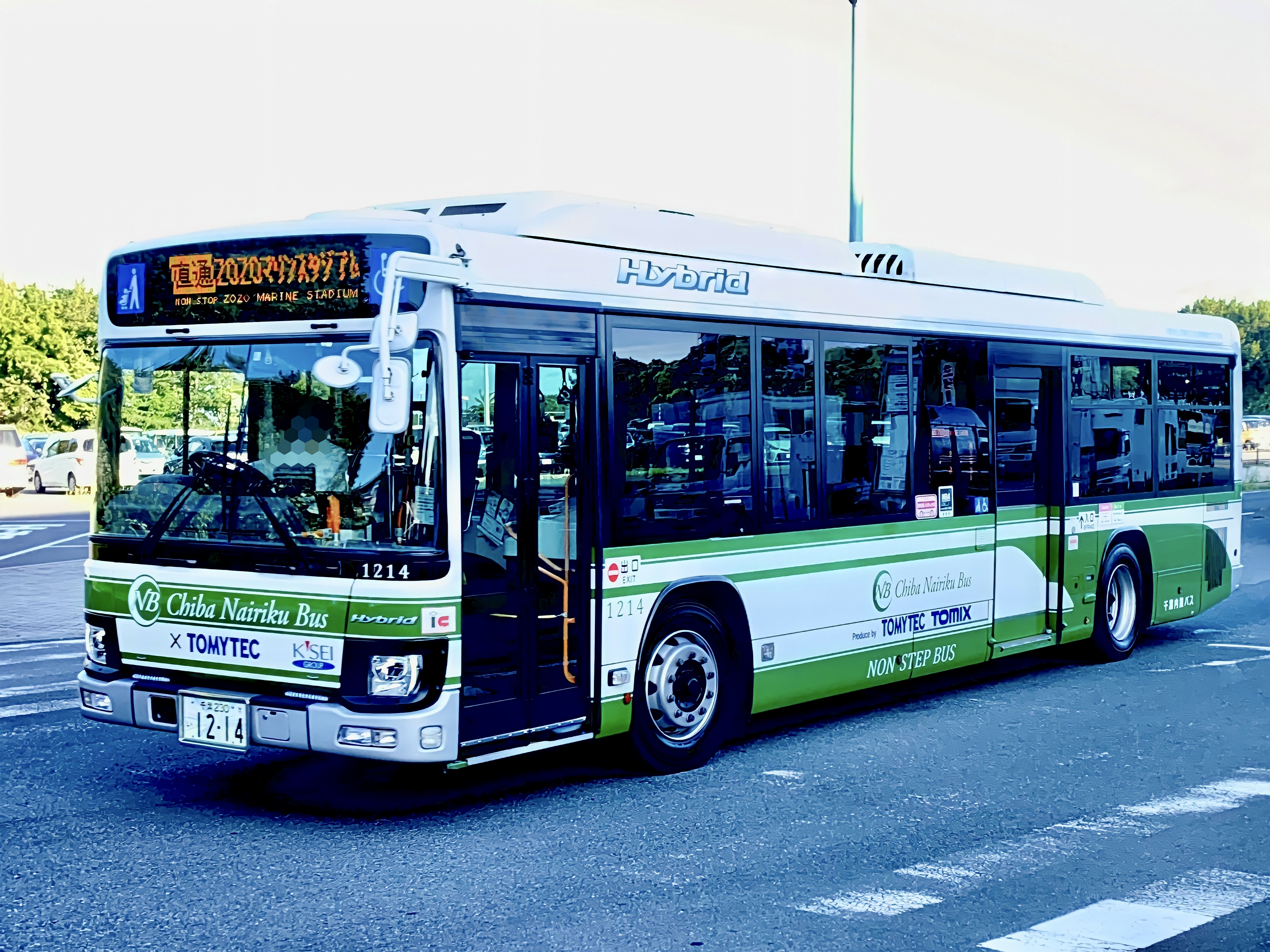
千葉内陸バスが運行する直通バス
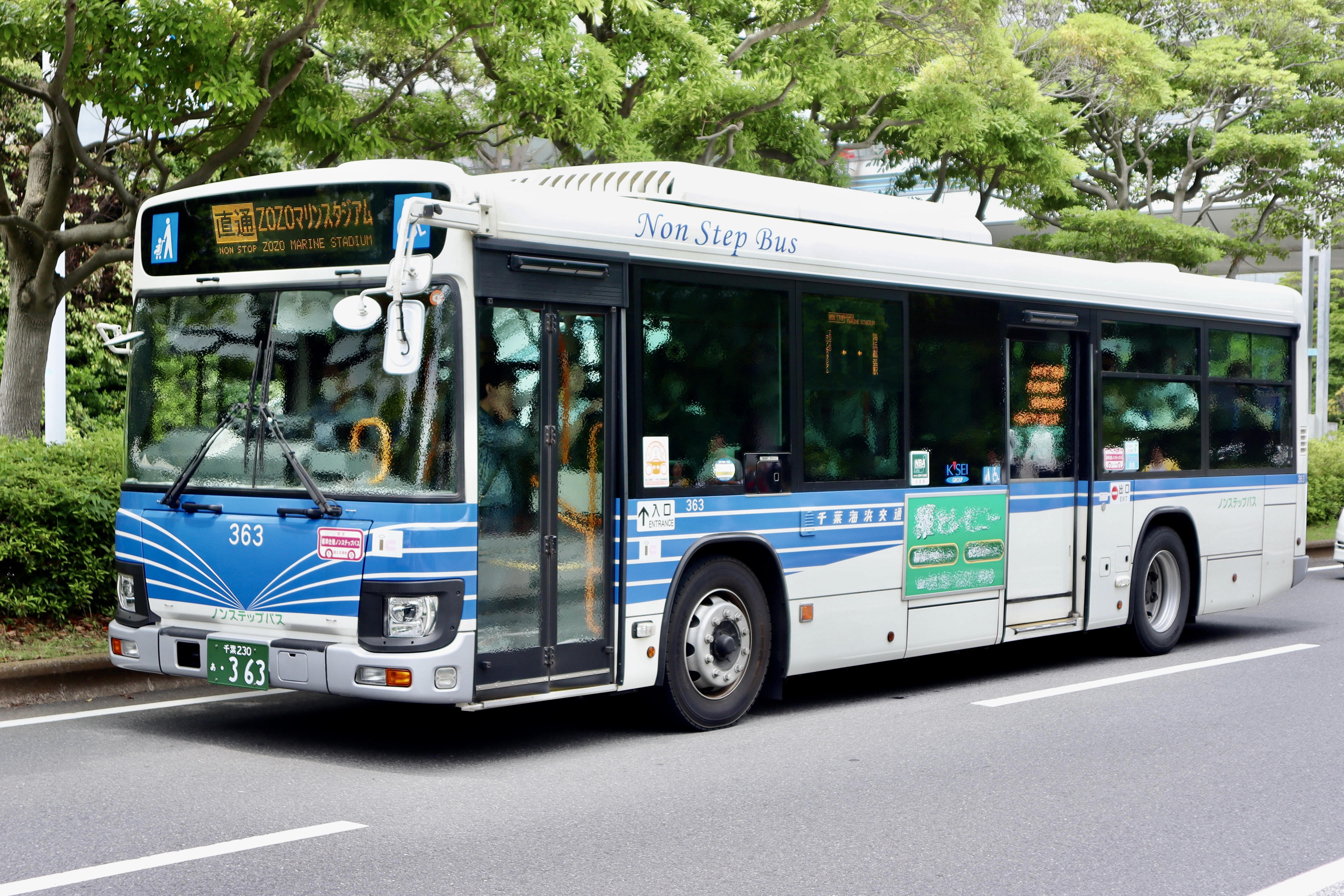
千葉海浜交通が運行する直通バス
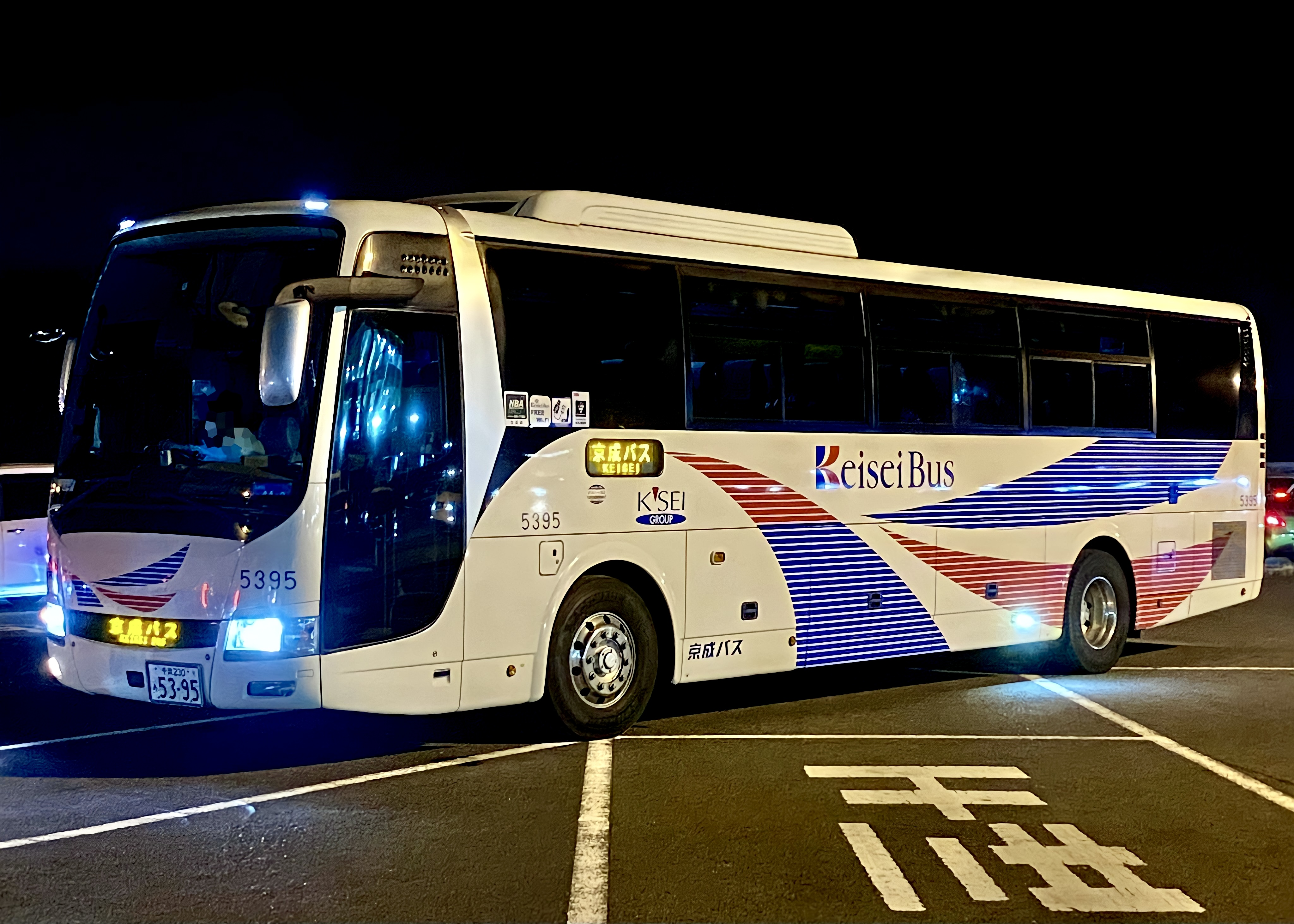
千葉営業所が運行した所沢駅行き臨時高速バス5395号車(2022年8月23日撮影)

#### サマーソニックシャトルバス
- 貸切：ZOZOマリンスタジアム ⇄ 幕張メッセ

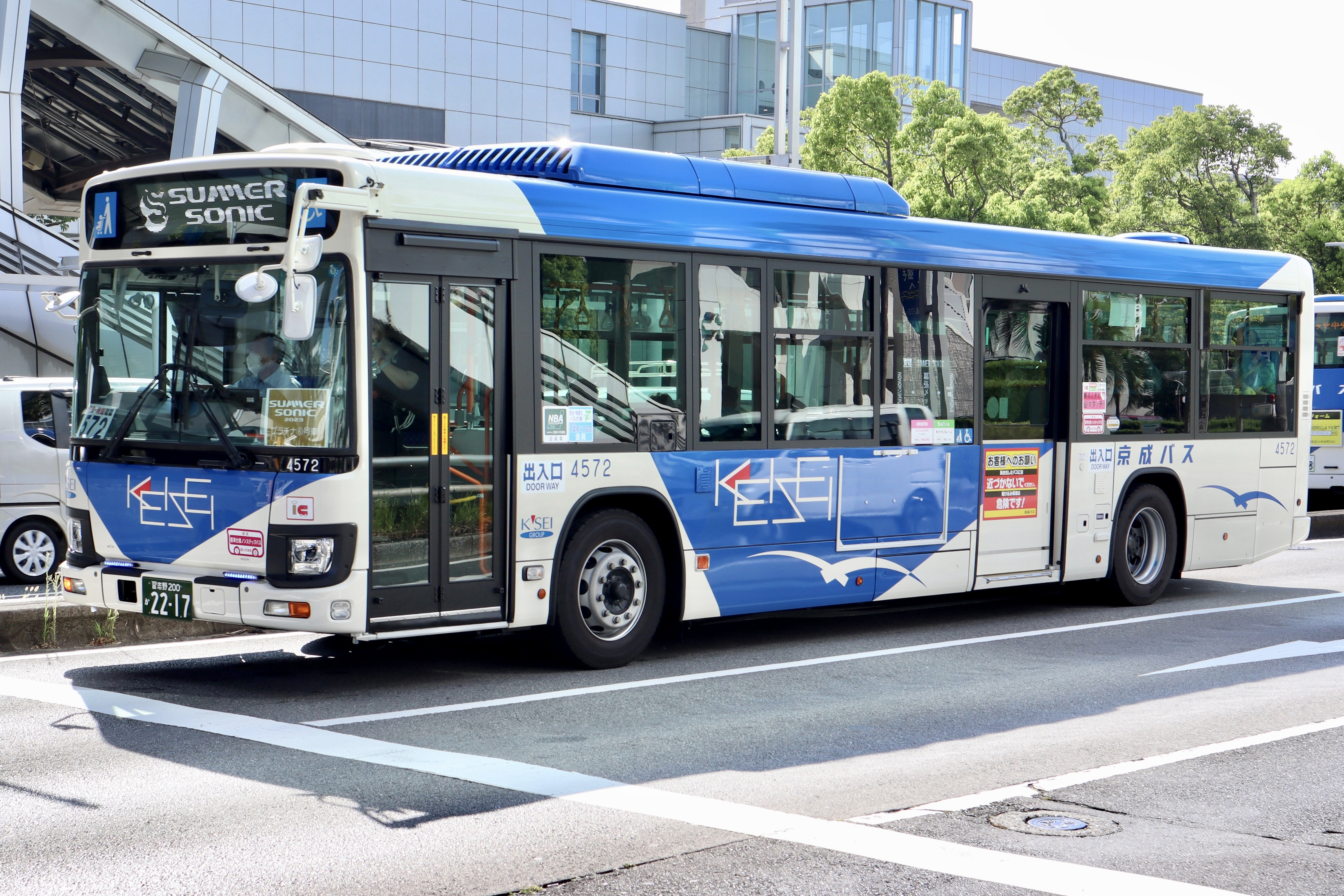
ZOZOマリンスタジアムと幕張メッセを結ぶ無料シャトルバス
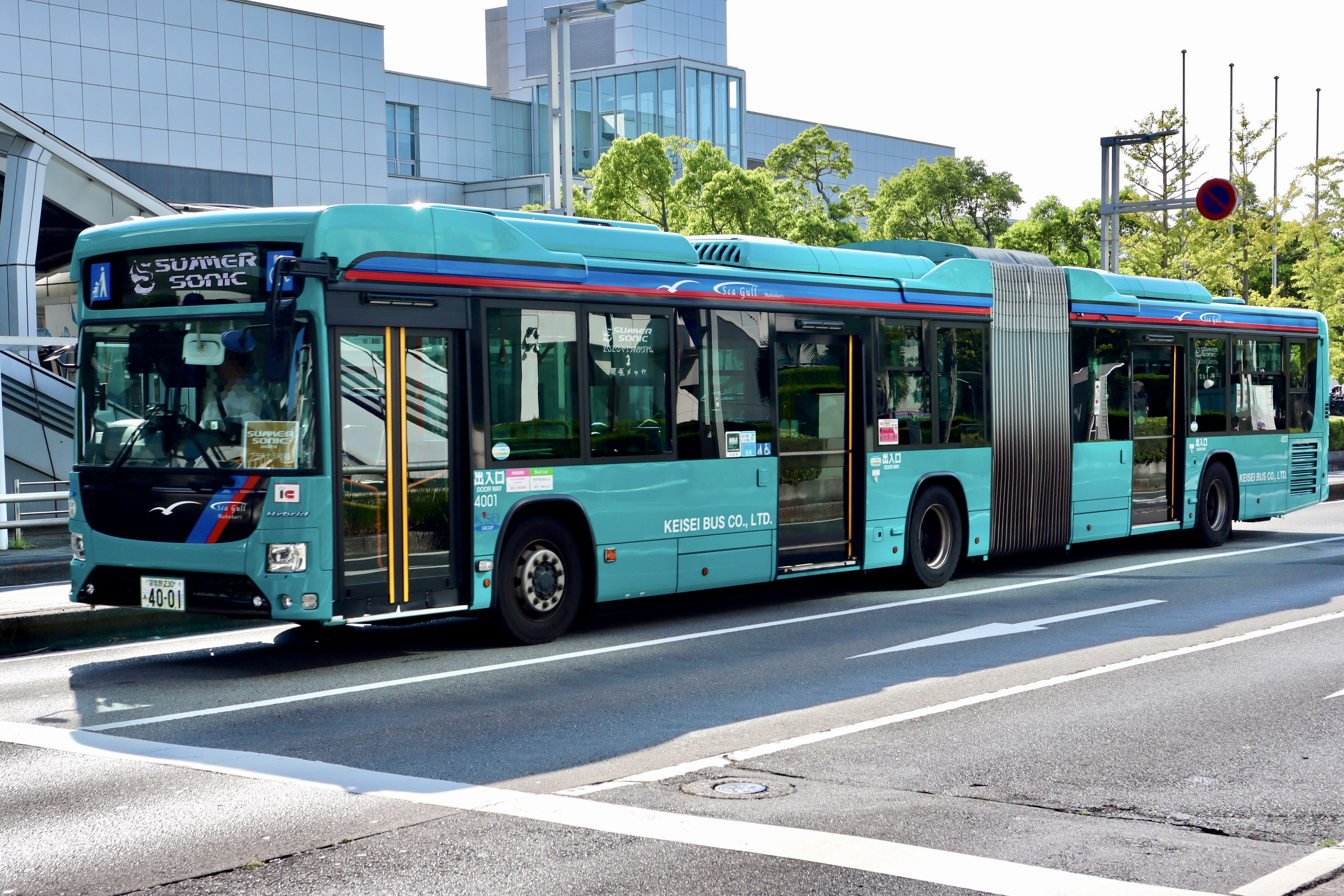
シャトルバスとして使用される連接バス
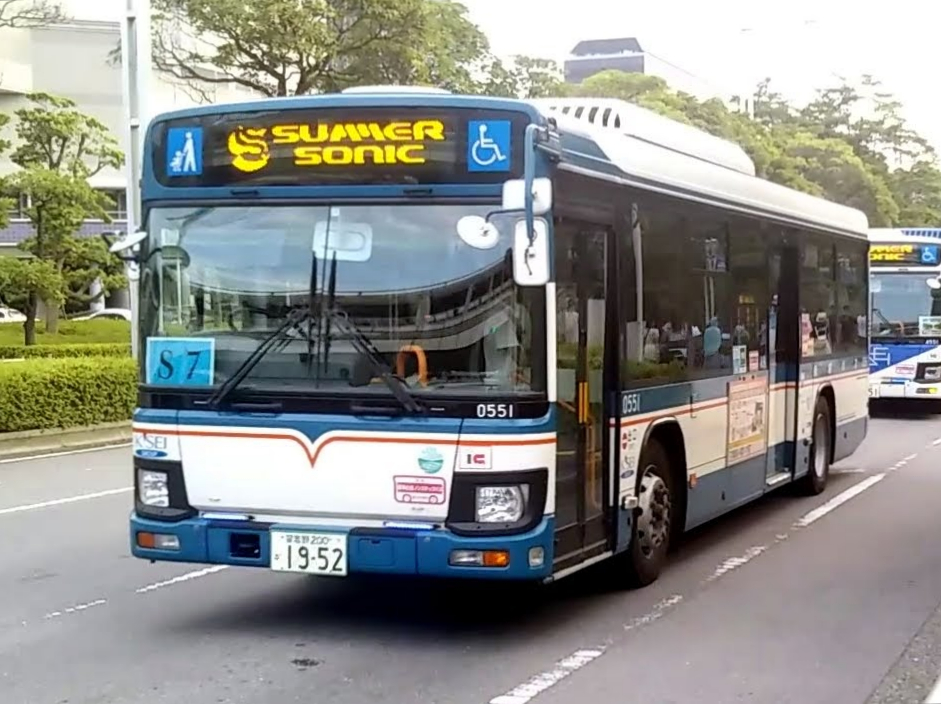
習志野出張所所属車両によるシャトルバス

### 契約輸送

#### イオンお客様専用無料店舗循環バス
- ベイタウンルート：イオンモール幕張新都心グランドモール（お買い物バス） → イオン海浜幕張店 → イオンスタイル幕張ベイパーク → 幕張ベイタウン → イオンスタイル幕張ベイパーク → イオン海浜幕張店 → イオンモール幕張新都心蔦屋書店前 → イオンモール幕張新都心ファミリーモール（平日のみ）
- ベイタウンルート：イオン海浜幕張店 → イオンスタイル幕張ベイパーク → 幕張ベイタウン → イオンスタイル幕張ベイパーク → イオン海浜幕張店（土日祝日のみ）
  - 2020年6月9日：千葉海浜交通の代行として運行を受託。
  - 2021年7月1日：京葉線幕張新駅（のちに駅名が「幕張豊砂駅」に決定）建設工事に伴い、ファミリーモール前への乗り入れを終了した。
  - 2021年12月1日：店舗の改称に合わせ、路線バスより一足早く「イオン幕張店」を「イオン海浜幕張店」に名称変更。

## 廃止路線

### イオンモール幕張新都心周遊ルート
- イオン71：イオンモール幕張新都心ファミリーモール前→イオンモール幕張新都心グランドモール前→幕張ベイタウン→イオンモール幕張新都心イオンスタイル口→イオンモール幕張新都心ファミリーモール前（循環）

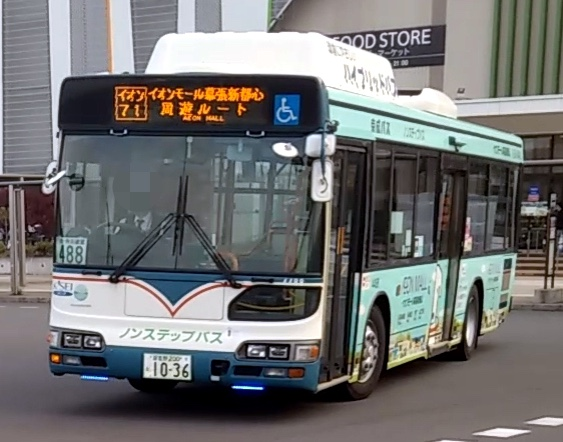
ラッピング車両で運行されるイオンモール幕張新都心周遊ルート（2019年4月20日）

9時 - 18時の間、午前中は45分間隔。午後は60分間隔である。2019年以降は、終日55分間隔であった。運賃がICカードで195円、現金で200円と高額なため利用者が少ない。
- 2013年12月17日、イオンモール幕張新都心とイオン幕張店、海浜幕張駅周辺のホテルを結ぶ循環路線として運行開始。
- 2014年6月30日、ダイヤ改正。若葉三丁目と幕張ベイタウンを経由するようになる。
- 2015年8月3日、ダイヤ改正。幕張ベイタウンへ直行し、イオンモール幕張新都心グランドモール北経由となる。
- 2016年3月28日、ダイヤ改正。平日の運行を取り止め、土曜休日のみの運行となる。
- 2016年8月8日、イオンモール幕張新都心グランドモール北をイオンモール幕張新都心イオンスタイル口に名称変更。イオンモール幕張新都心蔦屋書店口を新設。運行時刻の変更なし。
- 2016年12月20日：イオンモール幕張新都心バスターミナルをイオンモール幕張新都心ファミリーモール前に名称変更。
- 2021年3月21日：運行終了。

## 習志野出張所
2012年（平成24年）12月23日に旧船橋営業所花輪車庫と旧長沼営業所花見川車庫からの移転統合により当営業所の出張所として設立された。

## 車両
かつて在籍した車両は、ほとんどが旧船橋営業所茜浜車庫・花輪車庫から引き継いだもので、2012年8月21日の新都心営業所の新設と路線移管、同年12月23日の花輪車庫閉鎖と路線移管などに伴い、順次新都心営業所へ転属された。
日野自動車製の車両を中心に配置しており、基本的に配置車両は白地に青色でカモメを配し「KEISEI」の文字を入れた塗装となっている。ブルーリボンシティ、ブルーリボンIIが主力で、幕張新都心地区で使用する大型車は中扉が4枚折戸、新車は引戸の長尺車が選択されている。一方、津田沼駅発着路線は標準尺車を導入していた。
ただし現在では、旧船橋営業所花輪車庫からの移管により京成バス一般塗装車も配置されている。基本的に一般塗装車（主に短尺）が使われていた谷津線、袖ヶ浦団地線、秋津団地線でも台数の増加からか新塗装車（車体更生を含む）の使用が近年かなり増えているものの、この3路線は優先的に一般塗装車が使われていたが、最近は4枚折戸の長尺車も運用に入る。その後、長尺車の新車導入後は一般塗装車や4枚折戸車に除籍や他営業所への転属が発生している。また新都心営業所移管後に車体更生された車はカモメ塗装に変更されている（他営業所への転属予定車を除く）。なお車体更生は京成自動車整備で行われている。
イオンモール幕張新都心のラッピングは一般塗装車に行われており、主にイオンモール幕張新都心線に使用されている。
一部の車両には千葉ロッテマリーンズのラッピングが施されており、埼玉西武ライオンズとの共催である『埼玉vs.千葉シリーズ』開催時には、西武バス立川営業所に貸し出し、上北台駅 - 西武ドーム線を運行することがある。
新都心幕張線で使用する連節バスとしてメルセデス・ベンツ・シターロが9台、日野ブルーリボンハイブリッド連節バスが6台配置されており、塗装は青緑色をベースとし、1台毎に車体上部の帯色を変えている。日野ブルーリボンハイブリッド連節バスの4005号車のみ、カモメ塗装となっている。
新都心回遊線（ポケットバス）用、習志野市ハッピーバス用の小型車は、日野・ポンチョ、日野・レインボー7m車と三菱ふそう・エアロミディMEが所属する。
習志野市ハッピーバスのポンチョを含め、全車にLCD運賃表示器が設置されている。

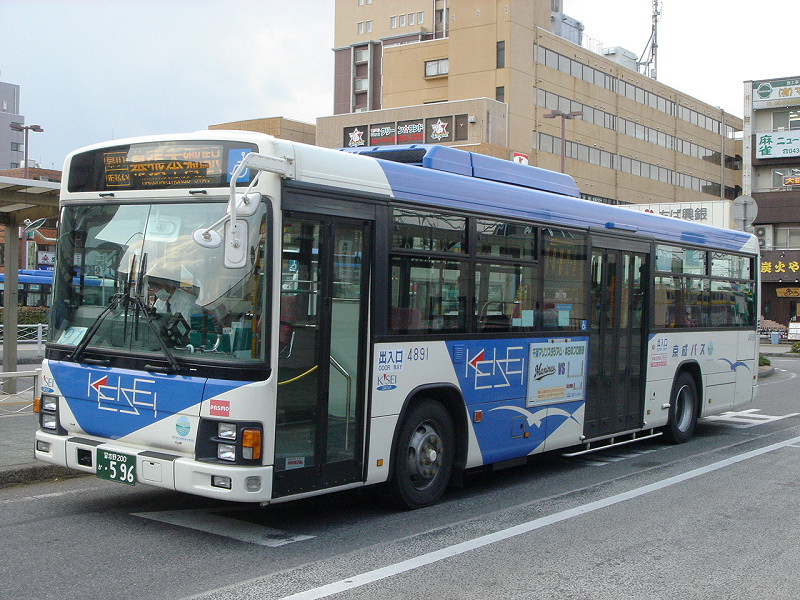
新都心営業所所属車両
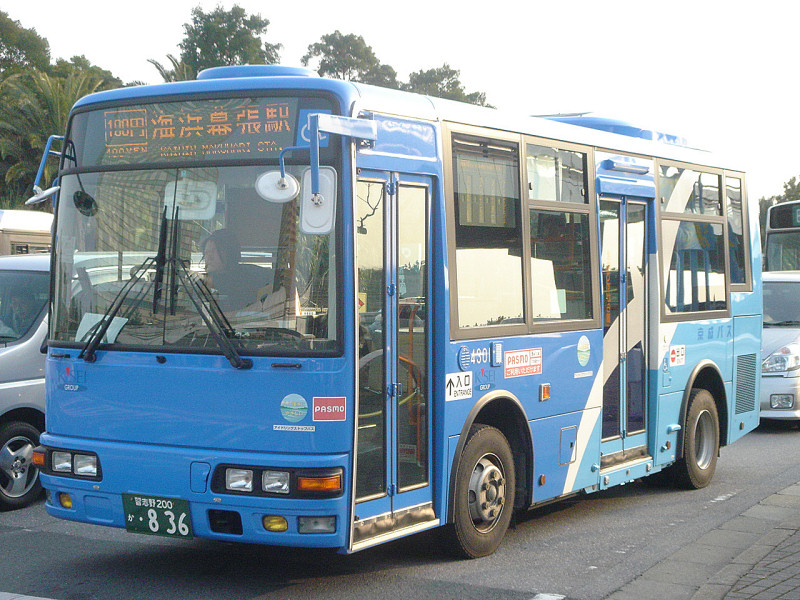
新都心営業所所属車両 ポケットバス用
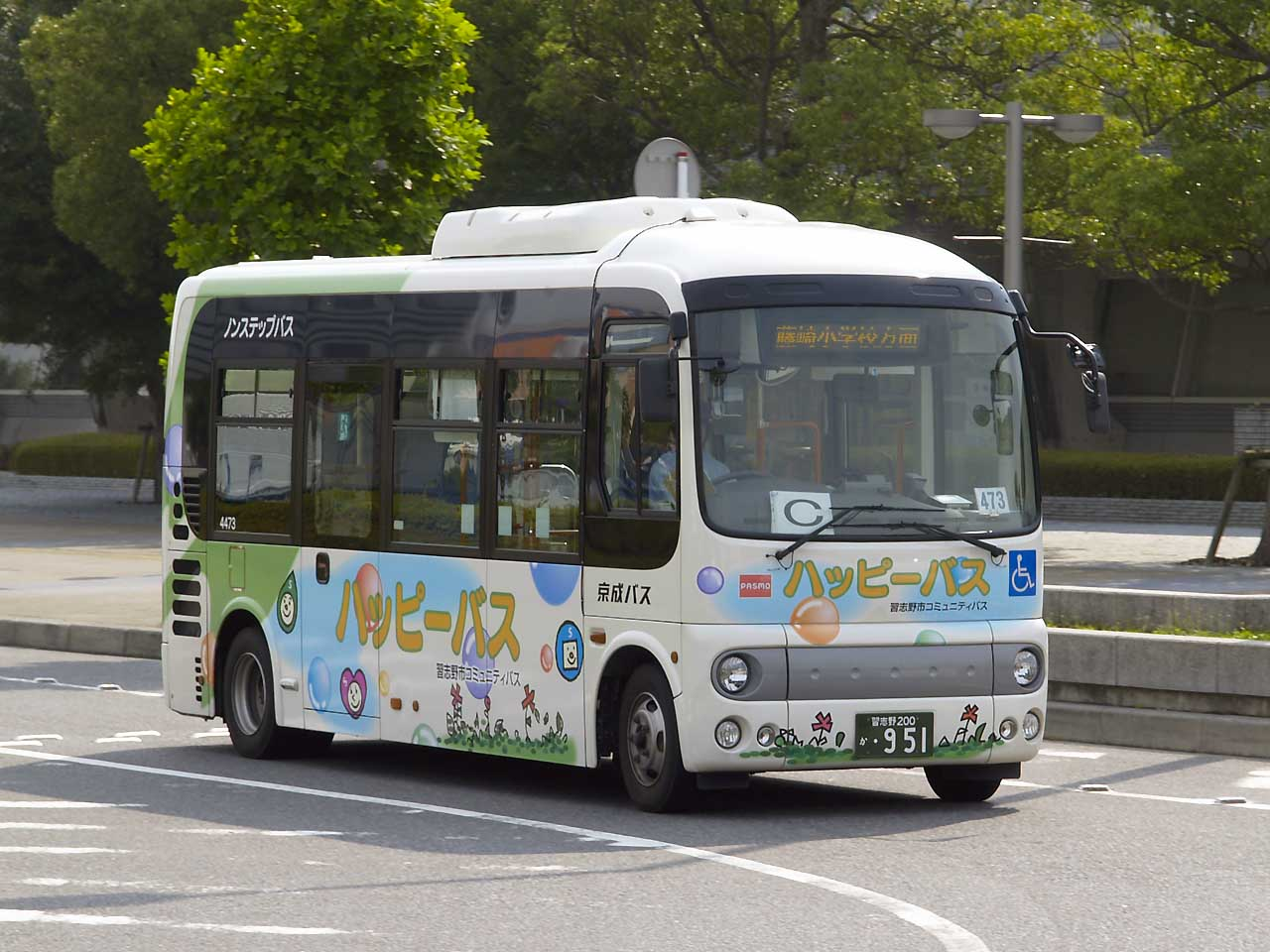
新都心営業所所属車両 習志野市ハッピーバス専用車